# Operación Crossroads
La Operación Crossroads (Encrucijada) consistió en dos pruebas con bombas nucleares ―cada una con una potencia de 23 kilotones― realizadas por los Estados Unidos en el atolón Bikini en el verano de 1946. Fueron las primeras pruebas de armas nucleares desde la prueba Trinity, en julio de 1945, y las primeras detonaciones de dispositivos nucleares desde el bombardeo atómico de Nagasaki, el 9 de agosto de 1945. El propósito de las pruebas era investigar los efectos de las armas nucleares en los buques de guerra.
Las pruebas de Crossroads fueron las primeras de muchas pruebas nucleares realizadas en las Islas Marshall, y las primeras en ser anunciadas públicamente de antemano y observadas por una audiencia invitada, incluido un gran cuerpo de prensa. Fueron realizados por la Fuerza de Tarea Conjunta Ejército / Armada Uno, encabezada por el Vicealmirante William H. P. Blandy, en lugar del Proyecto Manhattan, que había desarrollado armas nucleares Durante la Segunda Guerra Mundial. Una flota de 95 barcos objetivo se reunió en el atolón Bikini y fue golpeada con dos detonaciones de armas nucleares de implosión de plutonio, del tipo arrojado sobre Nagasaki, cada una con un rendimiento de 23 kt.
La primera prueba fue «Able». La bomba fue nombrada «Gilda» por el personaje de Rita Hayworth en la película de 1946 «Gilda», y fue lanzada desde el  B-29 Superfortress  Dave's Dream del 509th Composite Group, el 1 de julio de 1946. Detonó 520 pies (158 m) por encima de la flota objetivo, y causó menos de la cantidad esperada de daños en los barcos, porque no alcanzó su punto objetivo por 2130 pies (649 m).
La segunda prueba fue «Baker». La bomba se conocía como «Helena de Bikini» y detonó 90 pies (27,4 m) bajo el agua, el 25 de julio de 1946. El rocío marino radiactivo causó una gran contaminación. Se planeó una tercera prueba en aguas profundas llamada «Charlie» para 1947, pero se canceló principalmente debido a la incapacidad de la Marina de los Estados Unidos para descontaminar los barcos objetivo después de la prueba «Baker». En última instancia, solo nueve barcos objetivo pudieron ser desguazados en lugar de hundidos. «Charlie» fue reprogramado como operación Wigwam, una detonación en aguas profundas realizada en 1955, frente a las costas de México (Baja California).
Los residentes nativos de Bikini acordaron evacuar la isla a bordo del USS LST-861, y la mayoría se trasladó al atolón Rongrik. En la década de 1950, una serie de grandes pruebas termonucleares hicieron que Bikini no fuera apto para la agricultura de subsistencia y pesca, debido a la contaminación radiactiva. Al 2017, Bikini permanece deshabitado, aunque ocasionalmente es visitado por buceadores deportivos. Los planificadores intentaron proteger a los participantes en las pruebas de la operación Crossroads contra el envenenamiento por radiación, pero un estudio mostró que la esperanza de vida de los participantes se redujo en un promedio de tres meses. La contaminación radiactiva de la prueba «Baker» en todos los barcos objetivo, fue el primer caso de lluvia radiactiva inmediata y concentrada de una explosión nuclear. El químico Glenn T. Seaborg, el presidente más antiguo de la  Comisión de Energía Atómica, llamó a «Baker» «el primer desastre nuclear del mundo».

## Trasfondo
La primera propuesta para probar armas nucleares contra buques de guerra navales fue hecha el 16 de agosto de 1945 por Lewis Strauss, futuro presidente de la Comisión de Energía Atómica de Estados Unidos (Comisión de Energía Atómica). En un memorando interno al Secretario de la Marina James Forrestal, Strauss argumentó: «Si no se realiza tal prueba, se hablará libremente sobre el efecto de que la flota es obsoleta frente a esta nueva arma y esta militará contra las apropiaciones para preservar una Armada de posguerra del tamaño ahora planeado». Con muy pocas bombas disponibles, sugirió una gran cantidad de objetivos ampliamente dispersos en un área grande. Un cuarto de siglo antes, en 1921, la Marina había sufrido un desastre de relaciones públicas cuando los bombarderos de General Billy Mitchell hundieron todos los barcos objetivo que la Marina proporcionó para el  Proyecto B pruebas de barco contra bomba. La prueba de Strauss estaría diseñada para demostrar la capacidad de supervivencia del barco.

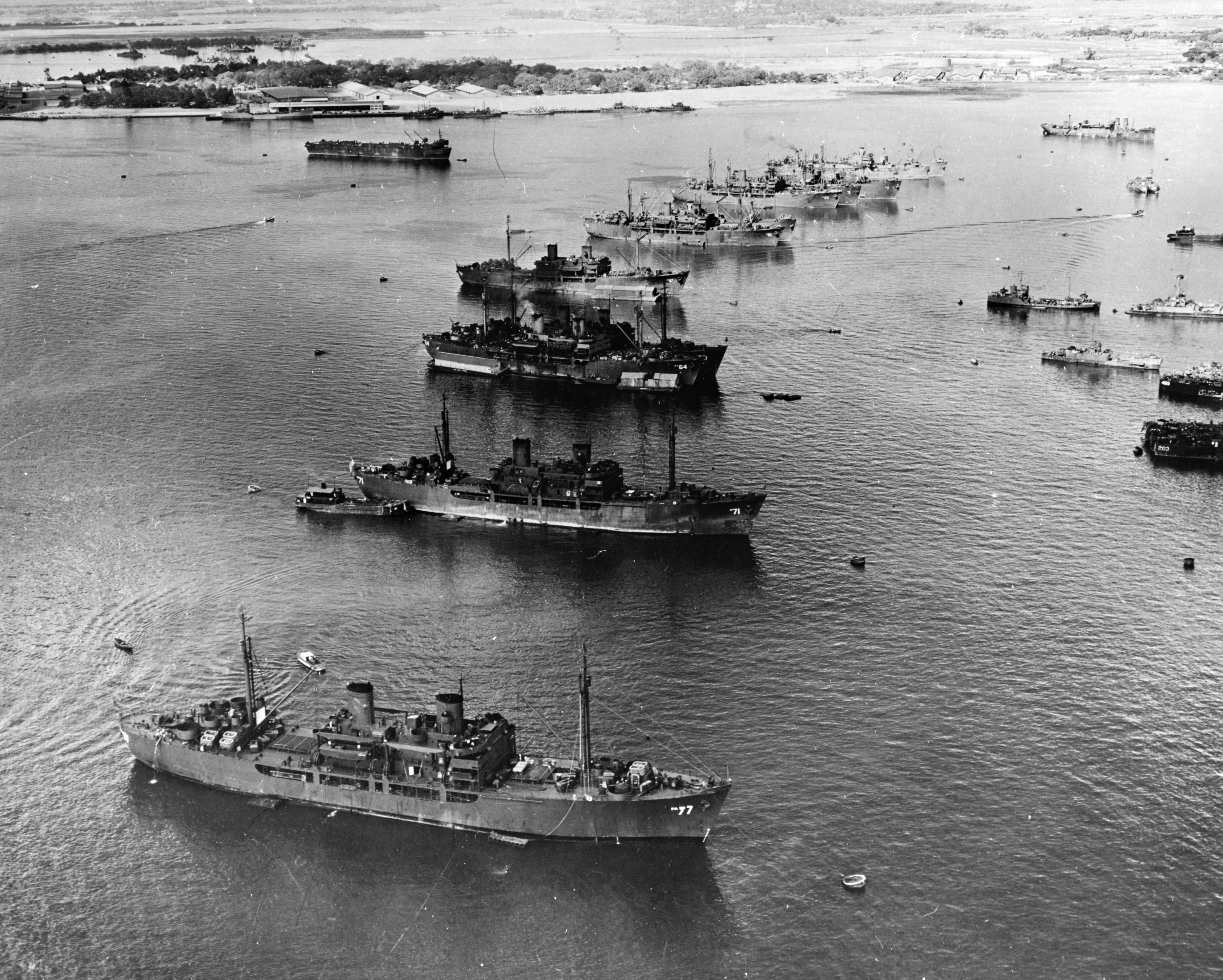
Prospectiva Operación Crossroads objetivo de barcos y barcos de apoyo en Pearl Harbor el 27 de febrero de 1946. Barcos de adelante hacia atrás: USS Crittenden, USS Catron, USS Bracken, USS Burleson, USS Gilliam, USS Fallon, barco desconocido, USS Fillmore, USS Kochab, USS Luna, y un petrolero no identificado y Barco Liberty. A la derecha están LSM-203 y LSM-465. Más lejos, en el fondo, hay un dique seco flotante y un casco de barco mercante.

Nueve días más tarde, el senador Brien McMahon, quien en un año escribiría la Ley de energía atómica de 1946 y organizaría y presidiría el Conjunto Comité de Energía Atómica, hizo la primera propuesta pública para tal prueba, pero una diseñada para demostrar la vulnerabilidad, en lugar de la capacidad de supervivencia, de los barcos. Propuso arrojar una bomba atómica sobre los barcos japoneses capturados y sugirió: «La explosión resultante debería demostrarnos cuán efectiva es la bomba atómica cuando se usa contra los barcos navales gigantes». El 19 de septiembre, el Jefe de las Fuerzas Aéreas del Ejército de los Estados Unidos (USAAF), General del Ejército Henry H. Arnold, pidió a la Marina que apartara diez de los treinta y ocho capturó barcos japoneses para su uso en la prueba propuesta por McMahon.
Mientras tanto, la Armada procedió con su propio plan, que fue revelado en una conferencia de prensa el 27 de octubre por el Comandante en Jefe, Flota de los Estados Unidos,  Almirante de la flota Ernest Rey. Involucró entre 80 y 100 barcos objetivo, la mayoría de ellos excedentes de barcos estadounidenses. Mientras el Ejército y la Armada maniobraban para controlar las pruebas, el Subsecretario de Guerra Howard C. Peterson observó: "Para el público, la prueba se perfila como una en la que el futuro de la Armada está en juego ... si la Marina soporta [las pruebas] mejor de lo que el público imagina, en la mente del público la Marina habrá 'ganado.
El candidato del Ejército para dirigir las pruebas,  Mayor General Leslie Groves, jefe del Proyecto Manhattan que construyó las bombas, no consiguió el trabajo. El Estado Mayor Conjunto decidió que debido a que la Marina estaba contribuyendo con la mayor cantidad de hombres y material, la prueba debería ser dirigida por un oficial naval.  Comodoro  William S. "Deak" Parsons era un oficial naval que había trabajado en el Proyecto Manhattan y participó en el bombardeo de Hiroshima.Ahora era el asistente del Subjefe de Operaciones Navales para Armas Especiales,  Vicealmirante William H. P. Blandy,a quien propuso para el papel. Esta recomendación fue aceptada, y el 11 de enero de 1946, el presidente Harry S. Truman nombró a Blandy como jefe de la Fuerza de Tarea Conjunta Uno del Ejército / Armada (JTF-1), que fue creada para realizar las pruebas. Parsons se convirtió en comandante adjunto del grupo de trabajo para la dirección técnica. El General de División de la USAAF [William Ellsworth Kepner (William E. Kepner)] fue el Comandante Adjunto de la Fuerza de Tarea para la Aviación. Blandy nombró a las pruebas Operación Crossroads.
Bajo la presión del Ejército, Blandy acordó apiñar más barcos en el área objetivo inmediata de los que quería la Armada, pero rechazó la demanda del Mayor General de la USAAF Curtis LeMay de que "cada barco debe tener una carga completa de petróleo, municiones , y combustible ". El argumento de Blandy era que los incendios y las explosiones internas podrían hundir barcos que de otro modo permanecerían a flote y estarían disponibles para la evaluación de daños. Cuando Blandy propuso una junta de la Marina para evaluar los resultados, el senador McMahon se quejó a Truman de que la Marina no debería ser "la única responsable de realizar operaciones que podrían determinar su existencia". Truman reconoció que "se estaban difundiendo informes de que estas pruebas no iban a estar completamente al nivel". Impuso un panel de revisión civil en Operation Crossroads para "convencer al público de que era objetivo".

## Oposición
La presión para cancelar la Operación Crossroads provino de científicos y diplomáticos. Los científicos del Proyecto Manhattan argumentaron que realizar más pruebas era innecesario y ambientalmente peligroso. Un estudio de Los Álamos advirtió que "el agua cerca de una explosión reciente en la superficie será un brebaje mágico" de radiactividad. Cuando los científicos señalaron que las pruebas podrían demostrar la capacidad de supervivencia del barco sin tener en cuenta el efecto de la radiación en los marineros, Blandy respondió agregando animales de prueba a algunos de los barcos, lo que generó protestas de los defensores de los derechos de los animales.
Secretario de Estado James F. Byrnes, quien un año antes le había dicho al físico Leo Szilard que una demostración pública de la bomba podría hacer que la Unión Soviética sea "más manejable" en Europa, ahora argumentó lo contrario: que una mayor exhibición de la energía nuclear estadounidense podría endurecer la posición de la Unión Soviética contra la aceptación del  Plan Acheson-Lilienthal, que discutía los posibles métodos para el control internacional de las armas nucleares y la evitación de la futura guerra nuclear. En una reunión de gabinete del 22 de marzo, dijo, "desde el punto de vista de las relaciones internacionales, sería muy útil si la prueba se pospusiera o nunca se realizara". Convenció a Truman de posponer la primera prueba durante seis semanas, del 15 de mayo al 1 de julio. Para consumo público, la postergación se explicó como una oportunidad para que asistieran más observadores del Congreso durante su receso de verano.
Cuando los congresistas se quejaron de la destrucción de barcos por valor de 450 millones de dólares, Blandy respondió que su verdadero costo era su valor de chatarra a 10 dólares por tonelada, solo 3,7 millones de dólares. Los veteranos y legisladores de Nueva York y Pensilvania solicitaron mantener los acorazados del mismo nombre como barcos de museo, como había hecho Texas con USS Texas, pero el JTF -1 respondió que "se lamenta que barcos como el USS New York no puedan salvarse."

## Objetivo
El primer objetivo de estas pruebas atómicas era determinar el efecto de la aplicación de una explosión atómica sobre una flota de buques de guerra considerados como capitalship. Para ello se utilizaron diversos tipos de buques de guerra de Estados Unidos cuyo costo de reparación era muy oneroso, también fueron usados buques de guerra japoneses y alemanes a flote. En total se reunieron para la prueba unos 90 buques.
El segundo objetivo era una demostración del poder militar de Estados Unidos ante la Unión Soviética en los preámbulos de la Guerra fría.
La zona de prueba elegida fue el Atolón Bikini, en las islas Marshall, Bikini era un atolón sin importancia en el océano Pacífico, cuyos habitantes fueron expulsados a las contiguas islas de Rongerik, Killy y Asó.

## Preparación
Se recomendó una serie de tres pruebas para estudiar los efectos de las armas nucleares en los barcos, el equipo y el material. El sitio de prueba tenía que estar en territorio controlado por Estados Unidos. Los habitantes tendrían que ser evacuados, por lo que era mejor si estaba deshabitada, o casi, y al menos 300 millas (482,8 km; 482,8 km) de la ciudad más cercana. Para que un B-29 pudiera lanzar una bomba, tenía que haber una base aérea dentro de 1000 millas (1609,3 km). Para contener las naves objetivo, necesitaba tener un fondeadero protegido de al menos 6 millas (9,7 km; 9,7 km) de ancho. Idealmente, tendría patrones climáticos predecibles y estaría libre de fuertes tormentas frías y violentas. Los vientos predecibles evitarían que el material radiactivo regresara al personal del grupo de trabajo, y las corrientes oceánicas predecibles permitirían que el material se mantuviera alejado de las rutas de navegación, las áreas de pesca y las costas habitadas. El tiempo era crítico porque la mano de obra de la Marina requerida para mover los barcos estaba siendo liberada del servicio activo como parte de la desmovilización posterior a la Segunda Guerra Mundial, y los científicos civiles conocedores de las armas atómicas estaban dejando el empleo federal para puestos de enseñanza universitaria.Daly, 1986. Los rendimientos de la bomba a menudo se informan como 21 kilotones, pero la cifra de 23 kilotones se usa de manera consistente a lo largo de este artículo por Weisgall, 1994, p. 186.
El 24 de enero, Blandy nombró a Bikini Lagoon como el sitio de las dos detonaciones de 1946, "Able" y "Baker". La prueba submarina profunda, "Charlie", programada para principios de 1947, tendría lugar en el océano al oeste de Bikini. De los posibles lugares que se han considerado seriamente, incluidas las Islas Galápagos de Ecuador, Bikini ofrecía la ubicación más remota con un gran anclaje protegido, clima adecuado pero no ideal, y una población pequeña y fácil de mover. Estaba bajo el control exclusivo de Estados Unidos el 15 de enero, cuando Truman declaró que Estados Unidos era el único fideicomisario de todas las islas del Pacífico capturadas a Japón durante la guerra. La Marina había estado estudiando los sitios de prueba desde octubre de 1945 y estaba lista para anunciar su elección de Bikini poco después de la declaración de Truman. El 6 de febrero, el barco de investigación  "Sumner" comenzó a abrir canales a través del arrecife de Bikini hacia la laguna. A los residentes locales no se les dijo por qué.
Los 167 isleños de Bikini supieron por primera vez su destino cuatro días después, el domingo 10 de febrero, cuando el comodoro de la Armada Ben H. Wyatt, gobernador militar de los Estados Unidos de las Islas Marshall, llegó en hidroavión desde Kwajalein. Refiriéndose a las historias bíblicas que habían aprendido de los misioneros protestantes, los comparó con "los hijos de Israel a quienes el Señor salvó de su enemigo y los condujo a la Tierra Prometida". También afirmó que era "por el bien de la humanidad y para poner fin a todas las guerras mundiales". No hubo ningún acuerdo firmado, pero informó por cable que "su cacique local, conocido como el rey Juda, se levantó y dijo que los nativos de Bikini estaban muy orgullosos de ser parte de esta maravillosa empresa." El 6 de marzo, Wyatt intentó montar una Recreación histórica filmada de la reunión del 10 de febrero en la que los bikinianos habían regalado su atolón. A pesar de las repetidas indicaciones y al menos siete repeticiones, Juda limitó sus comentarios ante la cámara a: "Estamos dispuestos a ir. Todo está en manos de Dios". Al día siguiente, LST-861 los trasladó a ellos y sus pertenencias 128 millas (206 km) al este, al deshabitado Atolón Rongerik, para comenzar un exilio permanente. Tres familias de Bikini regresaron en 1974, pero fueron evacuadas nuevamente en 1978 debido a la radiactividad en sus cuerpos después de cuatro años de comer alimentos contaminados. A partir de 2015, el atolón permanece despoblado.

Los 167 residentes nativos fueron trasladados 128 mi al este, al deshabitado Atolón Rongerik.

### Barcos
Para hacer espacio para los barcos objetivo, se usaron 100 toneladas cortas (90,7 t) de dinamita para eliminar coral en el lago Bikini. En los terrenos del David Taylor Model Basin en las afueras de Washington D. C., se realizaron ensayos generales para "Baker" con dinamita y modelos de barcos en un estanque llamado "Little Bikini". Se armó una flota de 95 embarcaciones objetivo en Bikini Lagoon. En el centro del grupo objetivo, la densidad era de 20 barcos por milla cuadrada (7,7 km  2 ), de tres a cinco veces mayor de lo que permitiría la doctrina militar. El objetivo declarado no era duplicar un anclaje realista, sino medir el daño en función de la distancia desde el centro de la explosión, a tanta distancia como fuera posible. El arreglo también reflejó el resultado del desacuerdo entre el Ejército y la Armada sobre cuántos barcos deberían hundirse.
La flota objetivo incluía cuatro acorazados estadounidenses obsoletos, dos portaaviones, dos cruceros, trece destructores, ocho submarinos, numerosos buques de guerra auxiliares y anfibios y buques anfibios; así como tres barcos alemanes y japoneses. Los barcos llevaban muestras de combustible y munición, además de instrumentos científicos para medir la presión del aire, el movimiento de los barcos y la radiación. Los animales vivos en algunos de los barcos objetivo, fueron suministrados por el barco de apoyo USS Burleson, que trajo 200 cerdos, 60 conejillos de indias, 204 cabras, 5000 ratas, 200 ratones y granos que contenían insectos para ser estudiados por los efectos genéticos del Instituto Nacional del Cáncer. Los barcos objetivo anfibios fueron varados en la isla Bikini.
Una flota de apoyo de más de 150 barcos proporcionó alojamiento, estaciones experimentales y talleres para la mayoría de los 42.000 hombres (más de 37.000 de los cuales eran personal de la Armada) y las 37 enfermeras. Se ubicó personal adicional en atolones cercanos como Eniwetok y Kwajalein. Al personal de la Marina se le permitió extender su obligación de servicio por un año si querían participar en las pruebas y ver explotar una bomba atómica. Las islas del Bikini Atoll se utilizaron como sitios de instrumentación y, hasta que  Baker  las contaminó, como sitios de recreación.

### Cámaras
Se instalaron piloto automático radiocontrolados en ocho bombarderos B-17, convirtiéndolos en  drones controlados a distancia que luego se cargaron con cámaras, detectores de radiación y recolectores de muestras de aire. Sus pilotos los operaron desde aviones nodriza a una distancia segura de las detonaciones. Los drones podrían volar a entornos de radiación, como "Able" Nube de hongo, que habría sido letal para los miembros de la tripulación. Todas las fotografías terrestres de la secuencia de detonación fueron tomadas por control remoto desde altas torres erigidas en varias islas del atolón. En total, las cámaras Bikini tomaron 50.000 fotografías y 1 500 000 pies (457 200 m) de imagen en movimiento película. Una de las cámaras podía disparar 1.000 fotogramas por segundo.
Antes de la primera prueba, todo el personal fue evacuado de la flota objetivo y del atolón Bikini. Abordaron barcos de la flota de apoyo, que tomaron posiciones seguras al menos 10 millas náuticas (18,5 km; 18,5 km) al este del atolón. Al personal de prueba se le entregaron anteojos oscuros especiales para proteger sus ojos, pero poco antes de "Able" se tomó la decisión de que los anteojos podrían no ser adecuados. Se indicó al personal que se alejara de la explosión, cerrara los ojos y se pasara el brazo por la cara para protegerse adicionalmente. Algunos observadores que ignoraron las precauciones recomendadas avisaron a los demás cuando detonó la bomba. La mayoría de los observadores a bordo informaron haber sentido una leve conmoción cerebral y haber escuchado un pequeño "poom" decepcionante. El 26 de julio de 2016, el Archivo de Seguridad Nacional desclasificó y publicó todo el material de archivo filmado por un avión de vigilancia que sobrevoló el sitio de pruebas nucleares pocos minutos después de que la bomba detonó. La filmación se puede ver en YouTube.

### Apodos
Able y Baker son las dos primeras letras del Alfabeto Fonético Conjunto Ejército / Marina, utilizadas desde 1941 hasta 1956.  Alfa  y  Bravo  son sus contrapartes en el actual Alfabeto fonético de la OTAN. "Charlie" es la tercera letra en ambos sistemas. Según relatos de testigos presenciales, el tiempo de detonación de cada prueba se anunció como H o "Cómo"; en la historia oficial de JTF-1, en su lugar se utiliza el término M o "Mike" hora.
Solo existían siete bombas nucleares en julio de 1946. Las dos bombas utilizadas en la prueba eran Armas Nucleares de Implosion de plutonio del tipo Fat Man arrojado sobre Nagasaki. La bomba  Able  estaba estampada con el nombre  Gilda  y decorada con una fotografía de revista   Esquire  de Rita Hayworth, estrella de la película de 1946 ,  Gilda .
La bomba Baker fue  Helen of Bikini . Este tema femme-fatale para las armas nucleares, que combina seducción y destrucción, se resume en el uso en todos los idiomas, a partir de 1946, de "bikini "como el nombre de una mujer de dos piezas traje de baño.
| Nombre              | Fecha y hora(UTC)              | Ubicación                                                | Elevación + altura   | Entrega         | Propósito        | Dispositivo               | Equivalencia en TNT | Referencias                        |
| ------------------- | ------------------------------ | -------------------------------------------------------- | -------------------- | --------------- | ---------------- | ------------------------- | ------------------- | ---------------------------------- |
| Able                | 30 de junio de 1946 21:00:01.0 | NE Lagoon, Bikini Atoll 11°35′N 165°30′E / 11.59, 165.50 | 0 + 158 m (172,8 yd) | Bombardeo Aéreo | Efecto del Arma  | Mk III "Gilda"            | 23 kt               | [ 50 ] [ 51 ] [ 52 ] [ 53 ] [ 54 ] |
| Baker               | 24 de julio de 1946 21:34:59.8 | NE Lagoon, Bikini Atoll 11°35′N 165°30′E / 11.59, 165.50 | 0 – 27,5 m (30,1 yd) | Submarina       | Efecto del Arma  | Mk III "Helena de Bikini" | 23 kt               | [ 50 ] [ 51 ] [ 54 ]               |
| Charlie (cancelado) | 1 de marzo de 1947             | NE Lagoon, Bikini Atoll 11°34′N 165°31′E / 11.57, 165.51 | 0 – 50 m (54,7 yd)   | Submarina       | Efectos del Arma | Mk III                    | 23 kt               | [ 54 ]                             |

## Primera prueba atómica:Able

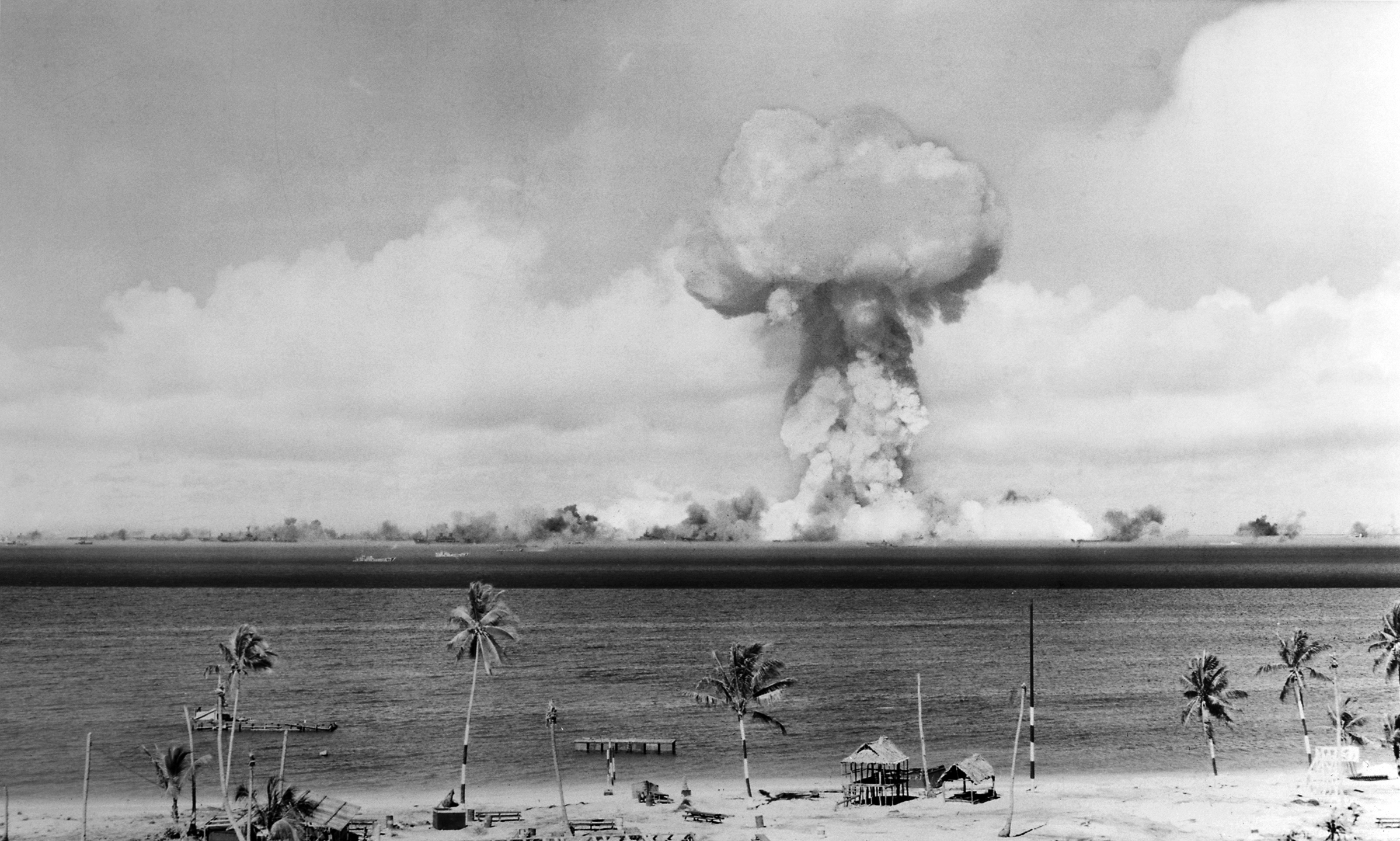
alt = La explosión nuclear en explosión del 1 de julio de 1946. Foto tomada desde una torre en la isla Bikini, a 3.5 mi de distancia.

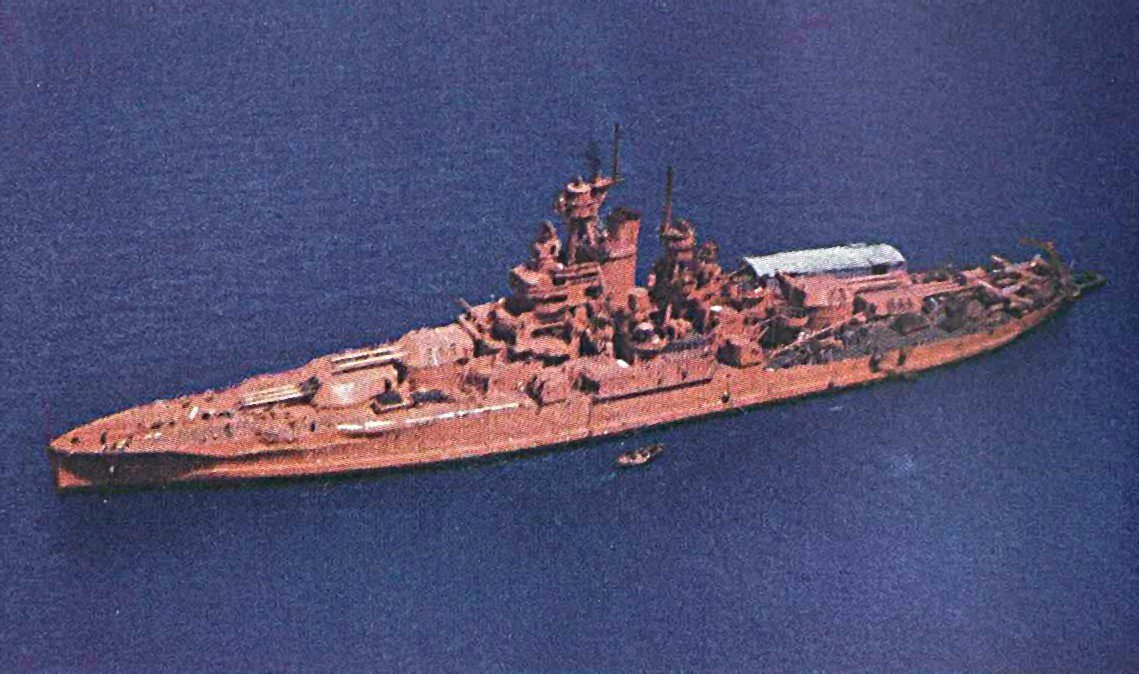
Nevada pintado en naranja de alta visibilidad para las pruebas atómicas

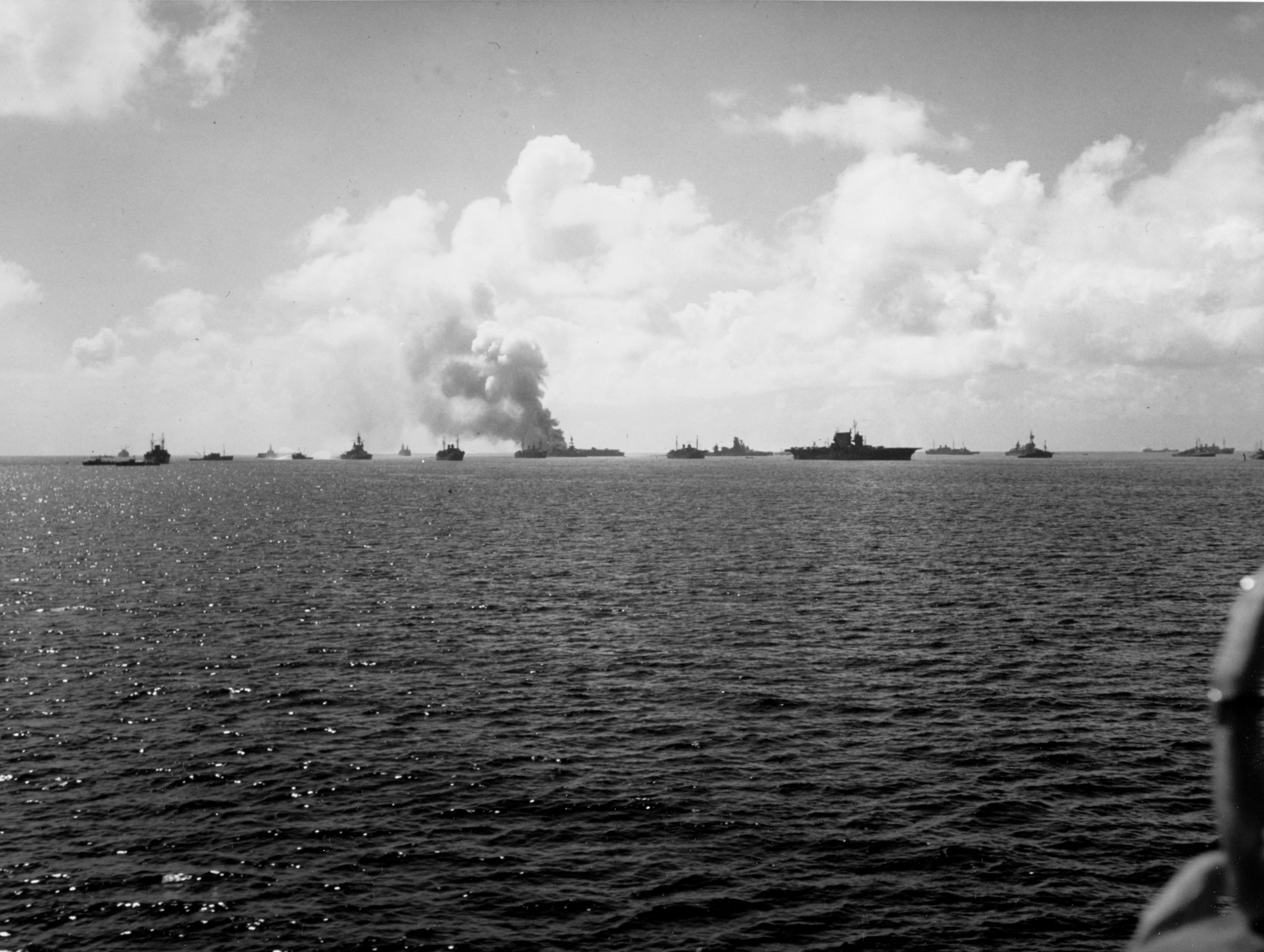
La flota objetivo después de la prueba Able. El portaaviones "Saratoga" está en el centro derecho con "Independence" ardiendo en el centro izquierdo. El ex-acorazado japonés Nagato está entre ellos. El barco de la izquierda, junto al acorazado "Pennsylvania", está tratando de lavar la radiactividad con agua de la laguna.

A las 9:00 del 1 de julio, "Gilda" fue lanzada desde el B-29 Superfortress "Dave's Dream" del 509th Bombardment Group. El avión, anteriormente conocido como " Big Stink", había sido el equipo fotográfico de la misión de Nagasaki en 1945. Había sido rebautizado en honor a Dave Semple, un  bombardero que fue asesinado durante una misión de práctica el 7 de marzo de 1946. Gilda fue detonado a 520 pies (158 m) un rendimiento de 23 kilotones. Se hundieron cinco barcos. Dos transportes de ataque se hundieron inmediatamente, dos destructores en cuestión de horas y un crucero japonés al día siguiente.
Algunos de los 114 observadores de prensa expresaron su decepción por el efecto en los barcos. "The New York Times" informó, prematuramente, que "sólo dos se hundieron, uno se volcó y dieciocho sufrieron daños". Al día siguiente, el  Times  publicó una explicación del Secretario de Marina James Forrestal de que "los barcos de construcción pesada y blindados son difíciles de hundir a menos que sufran daños bajo el agua."
La principal causa de que los barcos recibieran daños menores de lo esperado fue que la bomba falló su punto objetivo por 710 yardas (649 m). El barco al que apuntaba la bomba no se hundió. La falla resultó en una investigación del gobierno de la tripulación de vuelo del bombardero B-29. Se ofrecieron varias explicaciones, incluidas las malas características balísticas conocidas de la bomba, pero ninguna fue convincente. Las imágenes de la caída no fueron concluyentes. Se comprobó el bombsight y se encontró que no contenía errores. Se realizaron lanzamientos de bombas Pumpkin bomb, pero fueron precisas. El coronel Paul W. Tibbets creía que la falla fue causada por un error de cálculo de la tripulación. El misterio nunca se resolvió. Hubo otros factores que hicieron que "Able" fuera menos espectacular de lo esperado. Los observadores estaban mucho más lejos que en el Prueba Trinity, y la alta humedad absorbió gran parte de la luz y el calor.
El acorazado USS Nevada, el único acorazado que se puso en marcha en el Ataque a Pearl Harbor en 1941, había sido designado como el punto de destino para  Able  y fue pintado de naranja, con los cañones de las armas blancas y borda, para que se destaque en el grupo central de naves objetivo. Había ocho barcos a 400 yardas (366 m) de él. Si la bomba hubiera explotado sobre el "Nevada" como estaba planeado, al menos nueve barcos, incluidos dos acorazados y un portaaviones, probablemente se habrían hundido. El punto de detonación real, al oeste-noroeste del objetivo, estaba más cerca del transporte de ataque USS Gilliam, en aguas mucho menos concurridas.

### Matriz de destinoAble
| # | Nombre       | Tipo            | Distancia de la zona cero |
| - | ------------ | --------------- | ------------------------- |
| 5 | USS Gilliam  | Transporte      | 50 yd (45,7 m)            |
| 9 | Sakawa       | Crucero japonés | 420 yd (384 m)            |
| 4 | USS Carlisle | Transporte      | 430 yd (393,2 m)          |
| 1 | USS Anderson | Destructor      | 600 yd (548,6 m)          |
| 6 | USS Lamson   | Destructor      | 760 yd (694,9 m)          |

| #  | Nombre             | Tipo              | Distancia de la zona cero |
| -- | ------------------ | ----------------- | ------------------------- |
| 40 | USS Skate          | Submarino         | 400 yd (365,8 m)          |
| 12 | YO-160             | Petrolero pequeño | 520 yd (475,5 m)          |
| 28 | USS Independence   | Portaaviones      | 560 yd (512,1 m)          |
| 22 | USS Crittenden     | Transporte        | 595 yd (544,1 m)          |
| 32 | Nevada             | Acorazado         | 615 yd (562,4 m)          |
| 3  | USS Arkansas       | Acorazado         | 620 yd (566,9 m)          |
| 35 | USS Pensacola      | Crucero           | 710 yd (649,2 m)          |
| 11 | ARDC-13            | Dique seco        | 825 yd (754,4 m)          |
| 23 | USS Dawson         | Transporte        | 855 yd (781,8 m)          |
| 38 | USS Salt Lake City | Crucero           | 895 yd (818,4 m)          |
| 27 | USS Hughes         | Destructor        | 920 yd (841,2 m)          |
| 37 | USS Rhind          | Destructor        | 1012 yd (925,4 m)         |
| 49 | LST-52             | LST               | 1530 yd (1399,0 m)        |
| 10 | Saratoga           | Portaaviones      | 2265 yd (2071,1 m)        |

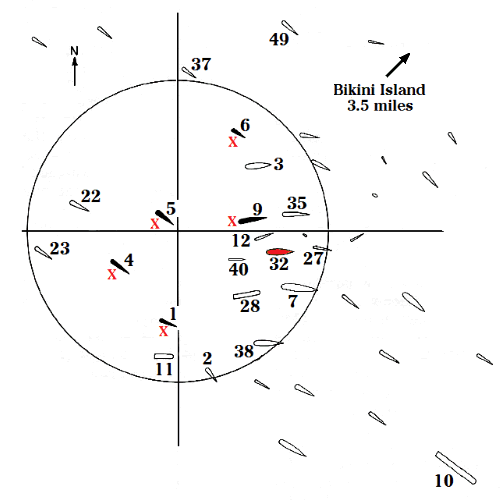
El conjunto de barcos objetivo en la laguna de Bikini para el Able plano de la Operación Crossroads. La mitad de las naves objetivo estaban fuera del área de este mapa. Las cinco X rojas marcan los cinco barcos que se hundieron. Las tablas (derecha) contienen la clave para los números de envío. El círculo, con un radio de 1000 yd desde el punto de detonación, describe el área de daños graves al barco. La diana prevista para la bomba fue el barco # 32, el acorazado, que fue pintado de naranja para ayudar al bombardero. La bomba aterrizó más cerca del barco # 5, el transporte de ataque USS Gilliam. Todos los submarinos estaban en la superficie.

Además de los cinco barcos que se hundieron, se consideró que catorce tenían daños graves o algo peor, principalmente debido a la onda de choque de la presión del aire de la bomba. Todos menos tres se ubicaron dentro de 1000 yardas (914 m) de la detonación. Dentro de ese radio, la orientación a la bomba fue un factor en el impacto de la onda de choque. Por ejemplo, el barco # 6, el destructor USS Lamson, que se hundió, estaba más lejos que siete barcos que se mantuvieron a flote.  Lamson  estaba costado a la explosión, recibiendo el impacto total en su babor, mientras que los siete barcos más cercanos estaban anclados con sus popa hacia la explosión, protegiendo de alguna manera la parte más vulnerable del casco.
El único barco grande dentro del radio de 1000 yardas (914 m) que sufrió daños moderados, en lugar de graves, fue el robusto acorazado japonés Nagato , el barco # 7, cuya orientación de popa hacia la bomba le dio algo de protección. Además, los daños no reparados de la Segunda Guerra Mundial pueden tener un análisis de daños complicado. Como el barco desde el que se había comandado el ataque a Pearl Harbor, "Nagato" se colocó cerca del punto de mira para garantizar que se hundiera. La bomba "Able" falló su objetivo y el hundimiento simbólico se produjo tres semanas después, cinco días después del disparo de "Baker".
El daño grave al barco # 10, el portaaviones Saratoga, a más de 1 milla (1,6 km) de la explosión, se debió al fuego. A efectos de prueba, todos los barcos transportaron muestras de combustible y municiones, además de aviones. La mayoría de los buques de guerra llevaban un hidroavión en la cubierta, que se podía bajar al agua con una grúa, pero  Saratoga  transportaba varios aviones con combustible de aviación altamente volátiles, tanto en cubierta como en los hangares de abajo. El fuego se extinguió y "Saratoga" se mantuvo a flote para su uso en el disparo de "Baker".

### Radiación

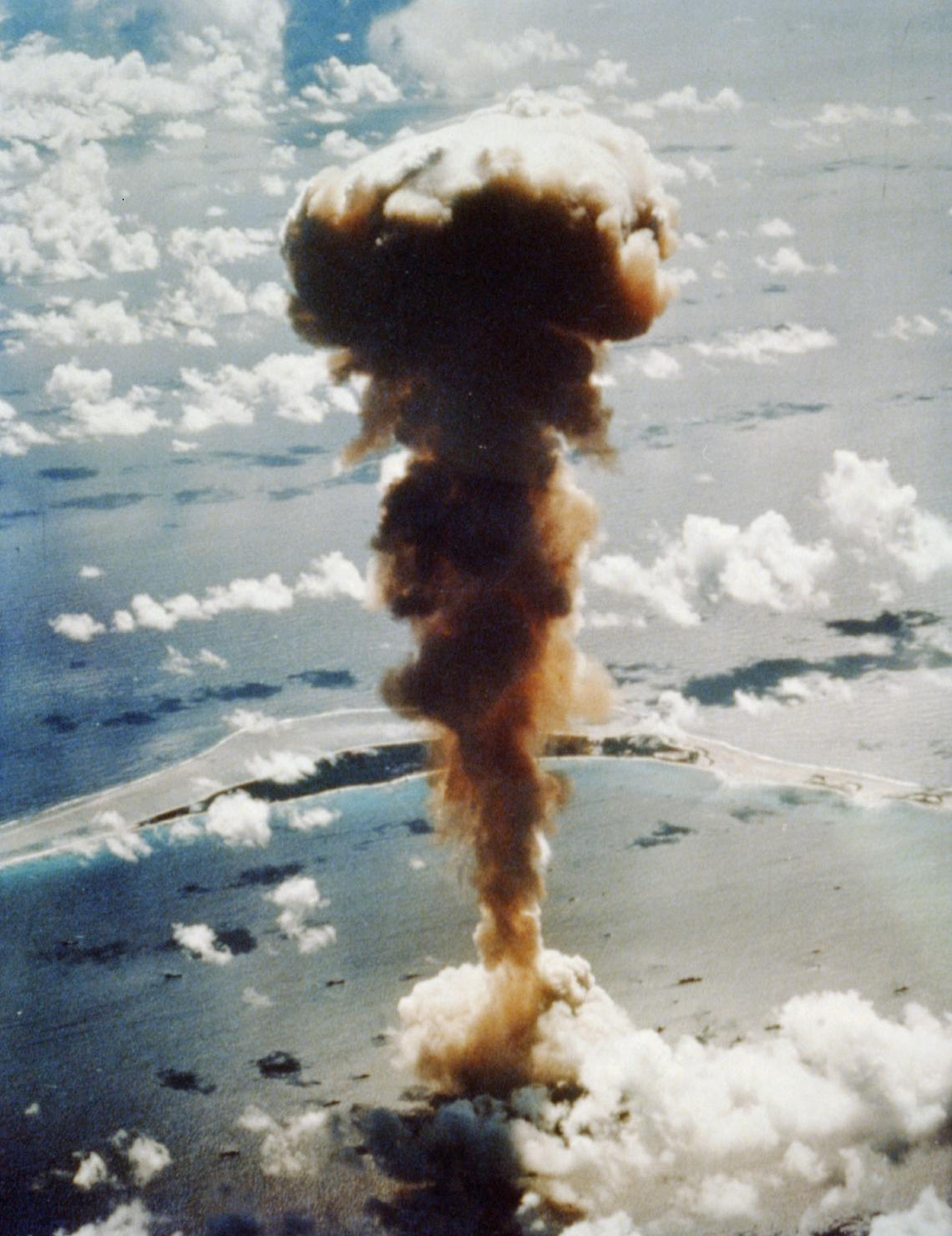
Vista aérea de la nube en forma de hongo Able que se eleva desde la laguna con la Isla Bikini visible al fondo. La nube llevó los contaminantes radiactivos a la estratosfera.

Al igual que con Little Boy (Hiroshima) y Fat Man (Nagasaki), la toma de Crossroads  Able  fue una ráfaga de aire. Estos fueron detonados intencionalmente lo suficientemente alto en el aire para evitar que los materiales de la superficie fueran arrastrados hacia la bola de fuego. La altura de explosión de la primera explosión nuclear Trinity, en Nuevo México el 16 de julio de 1945, fue 100 pies (30,5 m); el dispositivo estaba montado en una torre. Hizo un cráter 6 pies (1,8 m) de profundidad y 500 pies (152,4 m) de ancho, y hubo algunas Prueba Trinity . La prueba se llevó a cabo en secreto y el mundo en general no supo nada sobre la lluvia radiactiva en ese momento. Para ser una verdadera explosión de aire sin lluvia radioactiva local, la altura de explosión de Trinity tenía que ser 580 pies (176,8 m). Con una explosión de aire, los Productos de la fisión nuclear radiactivos se elevan a la estratosfera y se convierten en parte del medio ambiente global, en lugar del local. Las ráfagas de aire se describieron oficialmente como "autolimpieza." No hubo Lluvias radiactivas locales significativas de "Able".

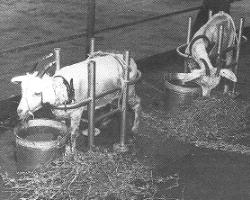
Los animales de prueba fueron confinados deliberadamente en los barcos de Operación Crossroads. La cabra # 53, escrita así en la cubierta de ', murió por exposición a la radiación dos días después de' 'Able' '.

Hubo una intensa explosión transitoria de radiación de bola de fuego que duró unos segundos. Muchos de los barcos más cercanos recibieron dosis de  neutrón y radiación gamma que podrían haber sido letales para cualquiera en el barco, pero los barcos en sí no se volvieron radiactivos. La activación de neutrones de los materiales en los barcos se consideró un problema menor según los estándares de la época. Se encontró que un marinero en el barco de apoyo USS Haven estaba "durmiendo en una lluvia de rayos gamma" de un metal ilegal souvenir que había tomado de un barco objetivo. Los neutrones de la bola de fuego lo habían vuelto radiactivo. En un día, casi todas las naves objetivo supervivientes habían sido reembarcadas. Las inspecciones de barcos, recuperaciones de instrumentos y traslado y remoción de barcos para la prueba  Baker  procedieron según lo programado.
Se habían colocado 57 conejillos de indias, 109 ratones, 146 cerdos, 176 cabras y 3030 ratas blancas en 22 barcos objetivo en estaciones normalmente ocupadas por personas. El 35% de estos animales murieron o fueron sacrificados en los tres meses posteriores a la explosión: el 10% murió por la explosión de aire, el 15% murió por la radiación y el 10% fue asesinado por los investigadores como parte de un estudio posterior. El superviviente más famoso fue el cerdo # 311, que (según se informa) se encontró nadando en la laguna después de la explosión y fue devuelto al Zoológico Nacional en Washington D. C.. La misteriosa supervivencia del cerdo # 311 causó cierta consternación en ese momento y se ha seguido informando por error. Sin embargo, una investigación apuntó a la conclusión de que no se había nadado en el océano ni había escapado a la explosión; probablemente había estado a salvo a bordo de un barco de observación durante la prueba, por lo que "se ausentó sin permiso" de su puesto en "Sakawa" y apareció casi al mismo tiempo que capturaron a otros cerdos supervivientes.
La alta tasa de supervivencia de los animales de prueba se debió en parte a la naturaleza de la radiación de un solo pulso. Al igual que con los dos accidentes críticos de Los Álamos que involucraron al núcleo del demonio anterior, las víctimas que estaban lo suficientemente cerca como para recibir una dosis letal murieron, mientras que las que estaban más lejos se recuperaron y sobrevivieron. Además, todos los ratones se colocaron fuera de la zona letal esperada para estudiar posibles mutaciones en generaciones futuras.
Aunque la bomba "Able" falló su objetivo, "Nevada", por casi media milla (800 m), y no se hundió ni contaminó el acorazado, una tripulación no habría sobrevivido. La cabra n. ° 119, atada dentro de una torreta y protegida por placa de armadura, recibió suficiente radiación de bola de fuego para morir cuatro días después de enfermedad por radiación habiendo sobrevivido dos días más que la cabra n. ° 53, que estaba en la cubierta, sin blindaje. Si  Nevada  hubiera estado completamente tripulado, probablemente se habría convertido en un ataúd flotante, muerto en el agua por falta de una tripulación viva. Más tarde fue rematada por un torpedo aéreo. En teoría, cada lugar desprotegido del barco recibió 10,000 rems (100 Sv) de radiación nuclear inicial de la bola de fuego. Por lo tanto, las personas lo suficientemente profundas dentro de la nave como para experimentar una reducción de radiación del 90% aún habrían recibido una dosis letal de 1000 rems. En la evaluación del  Bulletin of the Atomic Scientists :

"un barco grande, a una milla de distancia de la explosión, escaparía de hundirse, pero la tripulación moriría por el estallido mortal de radiaciones de la bomba, y solo quedaría un barco fantasma, flotando sin supervisión en el vasto aguas del océano. "

## Segunda prueba atómica:Baker
En  Baker  el 25 de julio, el arma fue suspendida debajo de lancha de desembarco LSM-60 anclado en medio de la flota objetivo.  Baker  fue detonado 90 pies (27,4 m) bajo el agua, hasta la mitad del fondo en agua 180 pies (54,9 m) de profundidad. Cómo / Mike Hour eran las 08:35. Nunca se encontró ninguna parte identificable de  LSM-60 ; presumiblemente fue vaporizado por la bola de fuego nuclear. Se hundieron diez barcos, incluido el Prinz Eugen, que se hundió en diciembre, cinco meses después del prueba, porque la radiactividad impidió la reparación de una fuga en el casco.
Las fotografías de "Baker" son únicas entre las imágenes de detonación nuclear. El destello abrasador y cegador que generalmente oscurece el área objetivo tuvo lugar bajo el agua y apenas se vio. La imagen clara de los barcos en primer plano y fondo da una sensación de escala. La gran nube de Wilson y la columna de agua vertical son características distintivas del disparo "Baker". Una imagen muestra una marca donde estaba el acorazado de 27.000 toneladas USS Arkansas.
Al igual que con "Able", todos los barcos que permanecieron a flote dentro de 1000 yardas (914 m) de la detonación sufrieron daños graves, pero esta vez el daño provino de abajo, de la presión del agua en lugar de presión del aire. La mayor diferencia entre los dos disparos fue la contaminación radiactiva de todos los barcos objetivo por "Baker". Independientemente del grado de daño, solo nueve barcos objetivo "Baker" supervivientes fueron finalmente descontaminados y vendidos como chatarra. El resto se hundió en el mar después de que fracasaran los esfuerzos de descontaminación.

### Matriz de destinoBaker
| #  | Nombre        | Tipo                   | Distancia de la zona cero |
| -- | ------------- | ---------------------- | ------------------------- |
| 50 | USS LSM-60    | Anfibio                | 0 yd (0 m)                |
| 3  | USS Arkansas  | Acorazado              | 170 yd (155,4 m)          |
| 8  | USS Pilotfish | Submarino              | 363 yd (331,9 m)          |
| 10 | Saratoga      | Portaaviones           | 450 yd (411,5 m)          |
| 12 | YO-160        | Barcaza de combustible | 520 yd (475,5 m)          |
| 7  | USS Nagato    | Acorazado              | 770 yd (704,1 m)          |
| 41 | USS Skipjack  | Submarino              | 800 yd (731,5 m)          |
| 2  | USS Apogon    | Submarino              | 850 yd (777,2 m)          |
| 11 | ARDC-13       | Dique seco             | 1,15 yd (1,1 m)           |

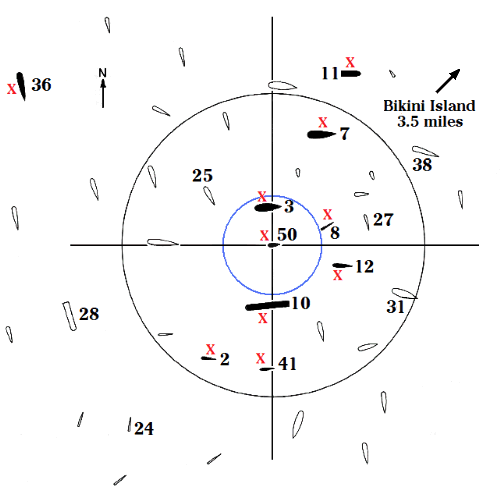
El conjunto de barcos objetivo en la laguna de Bikini para el Baker plano de la Operación Crossroads. La mitad de las naves objetivo estaban fuera del área de este mapa. Las diez X rojas marcan los diez barcos que se hundieron. La tabla (izquierda) contiene la clave para los números de envío. El círculo negro, con un radio de 1000 yd desde el punto de detonación, describe el área de daños graves al barco. El círculo azul, de radio 330 yd, marca el borde del cráter submarino poco profundo creado por la explosión, así como la circunferencia exterior de la columna de agua hueca que envolvía USS Arkansas. Los submarinos se sumergieron: USS Pilotfish, barco # 8, a una profundidad de quilla de 56 ft, USS Apogon, barco n. ° 2, a una profundidad de quilla de 100 ft, y USS Skipjack, barco n. ° 41, a 150 ft.

El crucero pesado alemán Prinz Eugen, barco n. ° 36, sobrevivió a las pruebas "Able" y "Baker", pero era demasiado radiactivo para reparar las fugas. En septiembre de 1946 fue remolcada a Atolón de Kwajalein, donde zozobró en aguas poco profundas el 22 de diciembre de 1946, cinco meses después de "Baker". Ella permanece allí hoy, con las palas de la hélice de estribor en el aire.
El submarino USS Skipjack fue el único barco hundido levantado con éxito en Bikini. Fue remolcada a California y hundida de nuevo, como barco objetivo frente a la costa, dos años después.
Otros tres barcos, todos en condiciones de hundimiento, fueron remolcados a tierra en Bikini y varados: transporte de ataque USS Fallon, barco # 25; destructor USS Hughes, nave # 27; y submarino USS Dentuda, barco n. ° 24.  Dentuda , con una tripulación reducida a bordo, que se sumergió (evitando así la oleada base) y fuera del círculo 1000 yardas (914 m), escapó de una contaminación grave y daños en el casco y fue exitoso descontaminado, reparado y devuelto brevemente al servicio.

### Secuencia de explosiones
La toma de "Baker" produjo tantos fenómenos inusuales que dos meses después se celebró una conferencia para estandarizar la nomenclatura y definir nuevos términos para su uso en descripciones y análisis. La bola de fuego bajo el agua tomó la forma de una burbuja de gas caliente en rápida expansión que empujó contra el agua, generando una onda de choque hidráulica supersónica que aplastó los cascos de los barcos cercanos mientras se extendía. Finalmente, disminuyó a la velocidad del sonido en el agua, que es de una milla por segundo (1.600 m/s), cinco veces más rápido que la del sonido en el aire. En la superficie, la onda de choque era visible como el borde de ataque de un anillo de agua oscura en rápida expansión, llamado "mancha" por su parecido con una mancha de petróleo. Cerca de la mancha había un blanqueamiento visualmente más dramático, pero menos destructivo, de la superficie del agua llamado "grieta".
Cuando el diámetro de la burbuja de gas era igual a la profundidad del agua, 180 pies (55 m), golpeaba el fondo del mar y la superficie del mar simultáneamente. En la parte inferior, comenzó a cavar un  cráter poco profundo, finalmente 30 pies (9 m) de profundidad y 2000 pies (610 m) de ancho. En la parte superior, empujó el agua sobre él en una "cúpula de pulverización", que estalló a través de la superficie como un géiser. El tiempo transcurrido desde la detonación fue de cuatro milisegundos.
Durante el primer segundo completo, la burbuja en expansión eliminó toda el agua dentro de un radio de 500 pies (152 m) y levantó dos millones de toneladas. de aerosol y arena de los fondos marinos en el aire. Cuando la burbuja subió a 762 m/s (2500 pies por segundo), extendió la cúpula de pulverización en un cilindro hueco o chimenea de pulverización llamada "columna", 6000 pies (1829 m) de altura y 2000 pies (610 m) de ancho, con paredes 300 pies (91 m) de espesor.
Tan pronto como la burbuja alcanzó el aire, inició una onda de choque atmosférica supersónica que, como la grieta, fue visualmente más dramática que destructiva. La baja presión breve detrás de la onda de choque causó una niebla instantánea que envolvió la columna en desarrollo en una "nube de Wilson", también llamada "nube de condensación", ocultándola de la vista durante dos segundos. La nube de Wilson comenzó en forma hemisférica, se expandió en un disco que se elevó del agua revelando la columna de rociado completamente desarrollada, luego se expandió en una dona y desapareció. El disparo "Able" también produjo una nube de Wilson, pero el calor de la bola de fuego la secó más rápidamente.
Para cuando la nube de Wilson se desvaneció, la parte superior de la columna se había convertido en una "coliflor", y todo el rocío de la columna y su coliflor se movía hacia abajo, de regreso a la laguna. Aunque en forma de nube, la coliflor se parecía más a la parte superior de un géiser donde el agua deja de subir y comienza a caer. No había nubes en forma de hongo; nada se elevó a la estratosfera.

Crossroads Baker, mostrando la superficie blanca "grieta" debajo de los barcos, y la parte superior de la columna de pulverización hueca que sobresale a través de la nube hemisférica de Wilson. Playa de Bikini Island en el fondo.
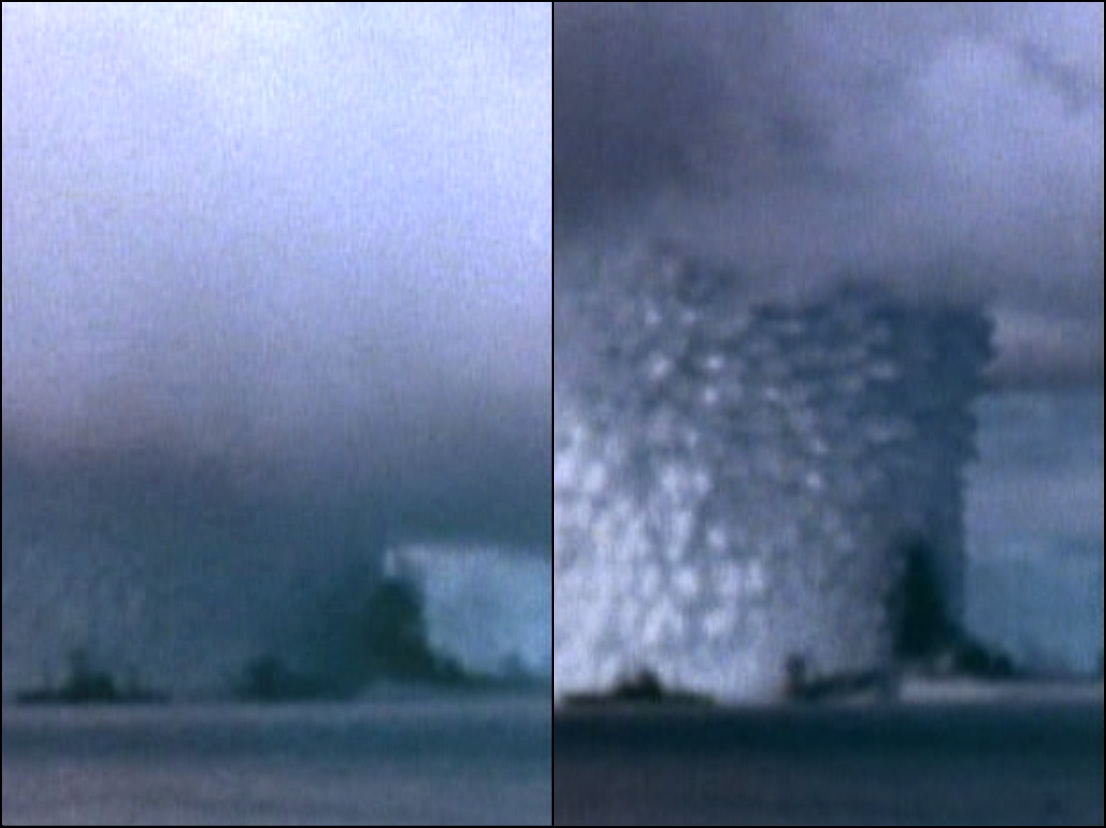
La nube de Wilson se eleva, revelando un objeto negro vertical, más grande que los barcos en primer plano. Una teoría popular (pero descartada) afirma que este fue el acorazado Arkansas volcado;[105] en realidad, la zona oscura es causada por el casco del Arkansas que interfiere con el desarrollo de la columna de aspersión, al crear un agujero en la pluma por su presencia.
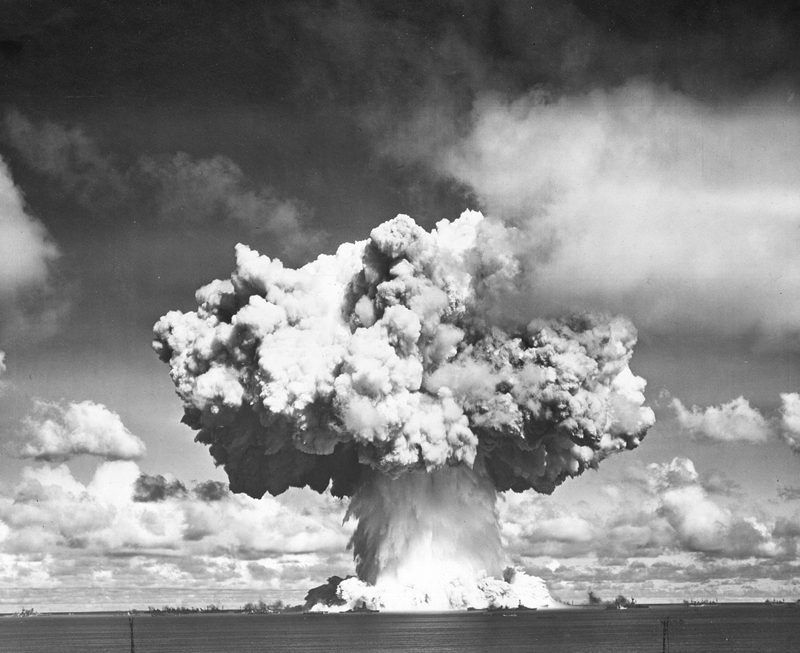
La nube de Wilson se ha evaporado revelando la coliflor encima de la columna de pulverización. Dos millones de toneladas de agua pulverizada vuelven a caer en la laguna. El aumento del flujo radiactivo se está moviendo hacia los barcos

Mientras tanto, el agua de la laguna volviendo al espacio desocupado por la burbuja de gas en ascenso inició un tsunami que levantó los barcos al pasar por debajo de ellos. A los 11 segundos después de la detonación, la primera ola estaba 1000 pies (305 m) desde la superficie cero y 94 pies (28,7 m) de altura. Cuando llegó a la playa de Bikini Island, a 3,5 millas (6 km) de distancia, era un conjunto de nueve olas con rompeolas de hasta 15 pies (5 m) de altura, que arrojaban desembarco en la playa y los llenó de arena.
Doce segundos después de la detonación, el agua que cae de la columna comenzó a crear una 900 pies (274 m) de altura "base surge" que se asemeja a la niebla en la parte inferior de un gran cascada. A diferencia de la ola de agua, la oleada de la base se volcó en lugar de debajo de los barcos. De todos los efectos de la bomba, la oleada base tuvo la mayor consecuencia para la mayoría de las naves objetivo, porque las lleno con radiactividad que no se pudo eliminar. Los defensores de la guerra nuclear táctica describieron el aumento de la base como la generación de estados de muy alta mar (GVHSS) sin tener en cuenta la radiación para enfatizar el daño físico capaz de inutilizar los equipos de comunicación y radar en las superestructuras de los buques de guerra.

### Arkansas
El USS Arkansas era el barco más cercano a la bomba, además del barco del que estaba suspendida. La onda de choque submarina aplastó el lado de estribor de su casco, que estaba frente a la bomba, y volcó el acorazado sobre su lado de babor. También arrancó las dos hélices del estribor y sus ejes, junto con el timón y parte de la popa, acortando el casco en 25 pies (7,6 m).
La siguiente vez fue vista por buzos de la Marina, el mismo año, acostada boca abajo con su proa en el borde del cráter de la bomba submarina y la popa en ángulo hacia el centro. No había ni rastro de la superestructura ni de los grandes cañones. El primer buceador en llegar a  Arkansas  se hundió hasta las axilas en lodo radiactivo. Cuando los buzos Servicio de Parques Nacionales regresaron en 1989 y 1990, el fondo era de nuevo arena compacta y el lodo había desaparecido. Pudieron ver los cañones de los cañones de avanzada, que no habían sido visibles en 1946.
Todos los acorazados pesan en la parte superior y tienden a colocarse boca abajo cuando se hunden. Arkansas se colocó al revés, pero un boceto de los restos del naufragio de un buzo de 1989 muestra casi nada del lado de estribor del casco, lo que hace que parezca que el barco está tendido de costado. La mayor parte del lado de estribor está presente, pero muy compactado.
No se ha encontrado la superestructura. O fue despojado y barrido o está debajo del casco, aplastado y enterrado bajo la arena que fluyó hacia el cráter, llenándolo parcialmente. El único acceso de buzo al interior es un estrecho apretón a través del lado de babor casamata, llamado el "castillo de aire". Los buzos del Servicio de Parques Nacionales practicaron en la casamata similar del acorazado USS Texas, un barco museo, antes de entrar en Arkansas en 1990.
Contrariamente a la creencia popular, Arkansas no se levantó verticalmente por la explosión de la prueba del arma. El examen forense de los restos del naufragio durante múltiples reconocimientos desde la prueba muestra de manera concluyente que la falla estructural de las placas del casco a lo largo del lado de estribor permitió una rápida inundación y volcó el barco.
| Line drawing of partially crushed battleship hull lying upside down on the seabed.                                                                                  |
| El Acorazado Arkansas boca abajo, 180 pies (54,9 m) de profundidad en Bikini Lagoon. Boceto de un buzo de una inmersión del Servicio de Parques Nacionales en 1989. |

| Underwater photograph of a gun protruding from an opening in the side of a sunken ship.                                                            |
| Casamata de puerto de Arkansas en 1989, boca abajo contra el fondo. El único acceso de buceador al barco, se ingresó en 1946 y nuevamente en 1990. |

| A permanently docked museum ship with a red circle on the photograph to highlight a gun protruding from an opening in the ship's port side.                                               |
| Un acorazado similar, el USS Texas, con casamata en un círculo. En Bikini, todo lo que estaba sobre los cañones de la cubierta inferior de Arkansas l falta o está enterrado en la arena. |

### Portaaviones
El Saratoga, situado cerca de Baker, se hundió 7,5 horas después de que la onda de choque submarina abriera fugas en el casco. Inmediatamente después de que pasó la onda de choque, la onda de agua levantó la popa 43 pies (13,1 m) y la proa 29 pies (8,8 m), sacudió el barco de lado a lado y se estrelló sobre ella. , barriendo los cinco aviones amarrados de la cubierta de vuelo y derribando la pila sobre la cubierta. Permaneció erguida y fuera de la columna de rociado, pero lo suficientemente cerca como para ser empapada por el agua radiactiva de la cabeza de coliflor que colapsaba y por la oleada de la base. Blandy ordenó a los remolcadores que remolcaran el portaaviones a la isla Enyu para varar, pero "Saratoga" y el agua circundante permanecieron demasiado radiactivos para acercarse de cerca hasta que se hundió. Se instaló en posición vertical en la parte inferior, con la parte superior de su mástil 40 pies (12,2 m) debajo de la superficie.
El USS Independence sobrevivió a Able con daños espectaculares en la cubierta de vuelo. Estaba amarrada lo suficientemente lejos de "Baker" para evitar más daños físicos, pero estaba gravemente contaminada. Fue remolcada a San Francisco, donde cuatro años de experimentos de descontaminación en el Astillero Naval de Hunters Point no produjeron resultados satisfactorios. El 29 de enero de 1951, fue hundida cerca de las Islas Farallón.
| Line drawing of aircraft carrier sitting upright on the seabed.                                                |
| Boceto de buzo de USS Saratoga en el fondo de Bikini Lagoon. La ampolla del torpedo de estribor está arrugada. |

| |
| USS Independence, barco n. ° 28, mostrando daños por explosión de Able , antes de que Baker la hiciera radiactiva. |

### Radiactividad de los productos de fisión
Baker fue la primera explosión nuclear lo suficientemente cerca de la superficie para mantener los productos de fisión radiactivos en el medio ambiente local. No fue "autolimpieza". El resultado fue contaminación radiactiva de la laguna y los barcos objetivo. Si bien se anticipó, causó problemas mucho mayores de lo esperado.
La explosión Baker produjo aproximadamente 3 libras (1,4 kg) de productos de fisión. Estos productos de fisión se mezclaron a fondo con los dos millones de toneladas de aspersión y arena del lecho marino que se elevaron a la columna de aspersión y su cabeza de coliflor y luego se volcaron a la laguna. La mayor parte permaneció en la laguna y se depositó en el fondo o fue llevada al mar por las mareas internas de la laguna y las corrientes impulsadas por el viento.
Una pequeña fracción del aerosol contaminado fue arrojada al aire como oleada base. A diferencia de la nube de Wilson, un fenómeno meteorológico en aire limpio, el oleaje base fue un banco denso niebla de niebla radiactiva que rodó por todas las naves objetivo, cubriendo sus superficies con productos de fisión. Cuando la niebla en la oleada de la base se evaporó, la oleada de la base se volvió invisible pero continuó alejándose, contaminando los barcos a varios kilómetros del punto de detonación.
Los barcos no tripulados fueron los primeros en entrar en la laguna. Los instrumentos a bordo permitieron realizar mediciones de radiación por control remoto. Cuando los barcos de apoyo entraron en la laguna para realizar actividades de evaluación, descontaminación y salvamento, se mantuvieron alejados de los puntos calientes del agua de la laguna detectados por los drones. El estándar para la exposición del personal a la radiación era el mismo que el utilizado por el Proyecto Manhattan: 0,1 roentgens por día. Debido a esta restricción, solo los cinco barcos objetivo más distantes pudieron abordarse el primer día. Los barcos más cercanos fueron limpiados con manguera por los barcos de bomberos de la Armada utilizando agua salada y retardadores de llama. La primera manguera redujo la radiactividad a la mitad, pero las mangueras posteriores resultaron ineficaces. Para la mayoría de los barcos, el reembarco tuvo que esperar hasta que los radioisótopos de vida corta se desintegraran; Transcurrieron diez días antes de que se pudiera abordar el último de los objetivos.
En los primeros seis días después de "Baker", cuando los niveles de radiación eran más altos, 4.900 hombres abordaron los barcos objetivo. Los marineros intentaron eliminar la radiactividad con cepillos, agua, jabón y lejía. Nada funcionó, excepto arenado al metal desnudo.
| Ships silhouetted against an approaching cloud of mist from falling water in the background. |
| A medida que la columna de pulverización cae, una "oleada base" radiactiva, como la niebla en el fondo de una cascada, se mueve hacia las naves objetivo. El barco en primer plano (izquierda) es el acorazado japonés de 725 pies (221 m) de largo Nagato. |

| Aerial photo of a fireboat hosing down the stern of a battleship. |
| En un esfuerzo en gran parte ineficaz para eliminar la contaminación de la oleada de la base, un barco de bomberos de la marina lanza el acorazado Nueva York con agua radiactiva de la laguna. El barco estaba fuera del área del mapa anterior. |

| Sailors scrubbing down a ship deck. |
| Marineros descontaminando el crucero alemán Prinz Eugen con cepillos, agua, jabón y lejía. Cinco meses después, el barco todavía era demasiado radiactivo para permitir la reparación de una fuga y se hundió. |

### Pruebas en animales

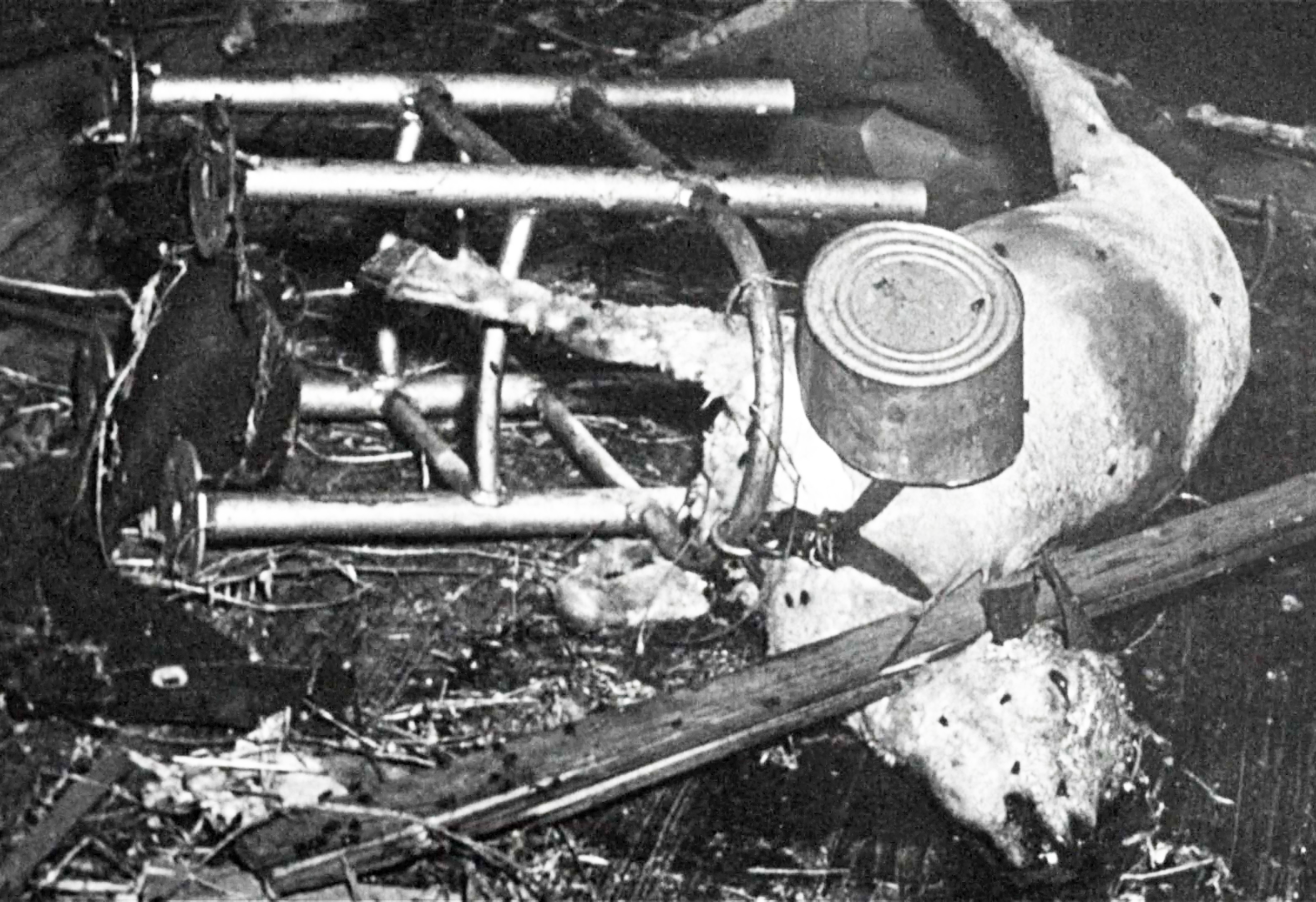
Consecuencias de las pruebas con animales durante la Operación Crossroads.

En la prueba Baker sólo se utilizaron cerdos y ratas. Todos los cerdos y la mayoría de las ratas murieron. Pasaron varios días antes de que los marineros pudieran volver a abordar los barcos objetivo donde se encontraban los animales de prueba; durante ese tiempo, las dosis acumuladas de los rayos gamma producidos por los productos de fisión se volvieron letales para los animales. Dado que gran parte del interés público en Operation Crossroads se había centrado en el destino de los animales de prueba, en septiembre Blandy afirmó que la muerte por radiación no es dolorosa: "El animal simplemente languidece y se recupera o muere sin dolor. El sufrimiento entre los animales en su conjunto era insignificante ". Claramente, esto no era cierto. Si bien el sufrimiento bien documentado de Harry Daghlian y Louis Slotin cuando murieron por lesiones por radiación en Los Álamos era todavía secreto, las muertes por radiación ampliamente reportadas en Hiroshima y Nagasaki no habían sido indoloras. En 1908, el Dr. Charles Allen Porter había declarado en un artículo académico, "la agonía de las lesiones de rayos X inflamadas es casi inigualable en cualquier otra enfermedad".

### Radiactividad inducida
La explosión de "Baker" expulsó al medio ambiente aproximadamente el doble de neutrones libres que eventos de fisión. Un evento de fisión de plutonio produce, en promedio, 2.9 neutrones, la mayoría de los cuales se consumen en la producción de más fisión, hasta que la fisión cae y los neutrones restantes no capturados escapan. uncaptured neutrons escape. En un estallido de aire, la mayoría de estos neutrones ambientales son absorbidos por el aire sobrecalentado que se eleva a la estratosfera, junto con los productos de fisión y el plutonio no fusionado. En la detonación submarina de "Baker", los neutrones fueron capturados por agua de mar en la laguna.
De los cuatro elementos principales del agua de mar, hidrógeno, oxígeno, sodio y cloro, solo el sodio adquiere radiactividad intensa a corto plazo con la adición de un solo neutrón. a su núcleo: el sodio-23 común se vuelve radiactivo sodio-24, con una vida media de 15 horas. En seis días su intensidad se reduce mil veces, pero el corolario de una vida media corta es una alta intensidad inicial. Otros isótopos se produjeron a partir del agua de mar:  hidrógeno-3 (vida media 12 años) de  hidrógeno-2, oxígeno-17 (estable) de oxígeno-16  y cloro-36 (301 mil años) del cloro-35, y algunos oligoelementos, pero debido a su baja abundancia o baja intensidad a corto plazo (vida media larga) se consideraron insignificantes en comparación con el sodio. -24.
Se produjo menos de una libra de sodio radiactivo. Si todos los neutrones liberados por la fisión de 2 libras (0,9 kg) de plutonio-239 fueran capturados por sodio-23, resultaría 0,4 libras (0,2 kg) de sodio-24, pero el sodio no capturó todos los neutrones. A diferencia de los productos de fisión, que son pesados y finalmente se hunden hasta el fondo de la laguna, el sodio permanece en solución. Contaminó los cascos y los sistemas de agua salada a bordo de los barcos de apoyo que ingresaban a la laguna y el agua utilizada para la descontaminación.

### Plutonio sin fisión
El plutonio de 10,6 libras (4,8 kg) que no sufrió fisión y el 3 libras (1,4 kg) de los productos de fisión se dispersaron.
El plutonio no es un peligro biológico a menos que se ingiera o inhale, y su radiación alfa no puede penetrar la piel. Una vez dentro del cuerpo, es significativamente tóxico tanto radiológica como químicamente, y tiene una toxicidad de metales pesados similar a la del arsénico. Las estimaciones basadas en la "dosis de tolerancia" del Proyecto Manhattan de un microgramo de plutonio por trabajador ponen 10.6 libras en el equivalente a aproximadamente cinco mil millones de dosis tolerables.
Los rayos alfa de plutonio no pudieron ser detectados por las placas de película y los contadores Geiger utilizados por las personas que abordaron las naves objetivo porque las partículas alfa tienen un poder de penetración muy bajo, insuficiente para ingresar al tubo de detección de vidrio. Se supuso que estaba presente en el medio ambiente donde se detectó radiación de productos de fisión. El plan de descontaminación consistía en limpiar los barcos objetivo de productos de fisión y asumir que el plutonio se eliminaría en el proceso. Para ver si este plan estaba funcionando, se llevaron muestras de pintura, óxido y otros materiales de la superficie del barco objetivo a un laboratorio en el barco de apoyo "Haven" y se examinaron en busca de plutonio. Las pruebas mostraron que el plan no estaba funcionando. Los resultados de estas pruebas de detección de plutonio, y de las pruebas realizadas en peces capturados en la laguna, hicieron que todo el trabajo de descontaminación se terminara abruptamente el 10 de agosto, cerrando efectivamente la Operación Crossroads por razones de seguridad. Las pruebas realizadas en el barco de apoyo USS Rockbridge en noviembre indicaron la presencia de 2 mg de plutonio, lo que representó 2000 dosis de tolerancia.

## Fracaso de la descontaminación deBakery finalización del programa
La terminación del programa el 10 de agosto, dieciséis días después de "Baker", fue el resultado de un enfrentamiento entre el Dr. Stafford Warren, el coronel del ejército a cargo de la seguridad radiológica para la Operación Crossroads, y el Subjefe de Operaciones Navales. para armas especiales, vicealmirante William HP Blandy. Un monitor de seguridad radiológica bajo el mando de Warren lo describió más tarde como "el único coronel del ejército que hundió una flotilla de la Armada."
Warren había sido Jefe de la Sección Médica del Proyecto Manhattan, y estuvo a cargo de la seguridad radiológica en la primera prueba nuclear,  Trinity , en Nuevo México, así como de las inspecciones sobre el terreno en Hiroshima y Nagasaki después de los bombardeos. En Operación Crossroads, su trabajo era mantener seguros a los marineros durante la limpieza.

### Monitoreo de radiación

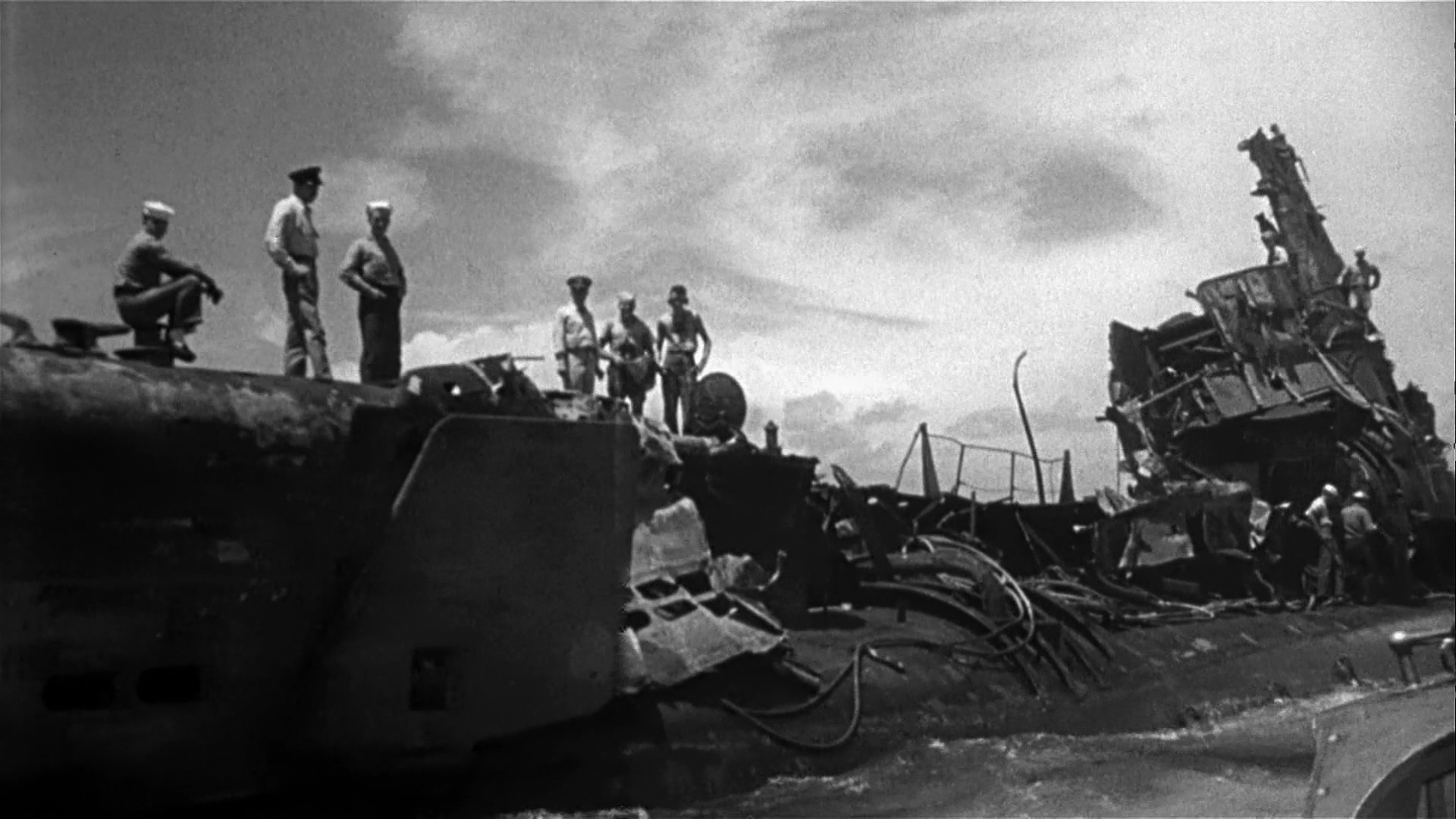
Daños estructurales extensos e intentos de limpieza en barcos.

Un total de 18,875 dosímetros de placa de película se entregaron al personal durante la operación. Se entregaron alrededor de 6.596 dosímetros al personal que se encontraba en las islas cercanas o barcos de apoyo que no tenían potencial de exposición a la radiación. El resto se entregó a todas las personas que se creía que estaban en mayor riesgo de contaminación radiológica junto con un porcentaje de cada grupo que trabajaba en áreas menos contaminadas. El personal fue retirado durante uno o más días de las áreas y actividades de posible exposición si sus insignias mostraban más de 0.1  roentgen (R) por día de exposición. Los expertos creían en ese momento que las personas podrían tolerar esta dosis de radiación durante períodos prolongados sin efectos nocivos. Un monitor de seguridad radiológica recibió la dosis máxima acumulada de 3,72 R.

### Problemas de la descontaminación
La limpieza se vio obstaculizada por dos factores importantes: el aumento inesperado de la base y la falta de un plan de limpieza viable. Se entendió que si la columna de agua volvía a caer en la laguna, lo que sucedió, cualquier barco empapado por la caída de agua podría contaminarse sin remedio. Nadie esperaba que eso le sucediera a casi toda la flota objetivo. No se habían probado procedimientos de descontaminación para ver si funcionarían y medir el riesgo potencial para el personal. En ausencia de un protocolo de descontaminación, los barcos se limpiaron utilizando métodos tradicionales de fregado de cubierta: mangueras, trapeadores y cepillos, con agua, jabón y lejía. Los marineros no tenían traje protector.

### Contaminación secundaria

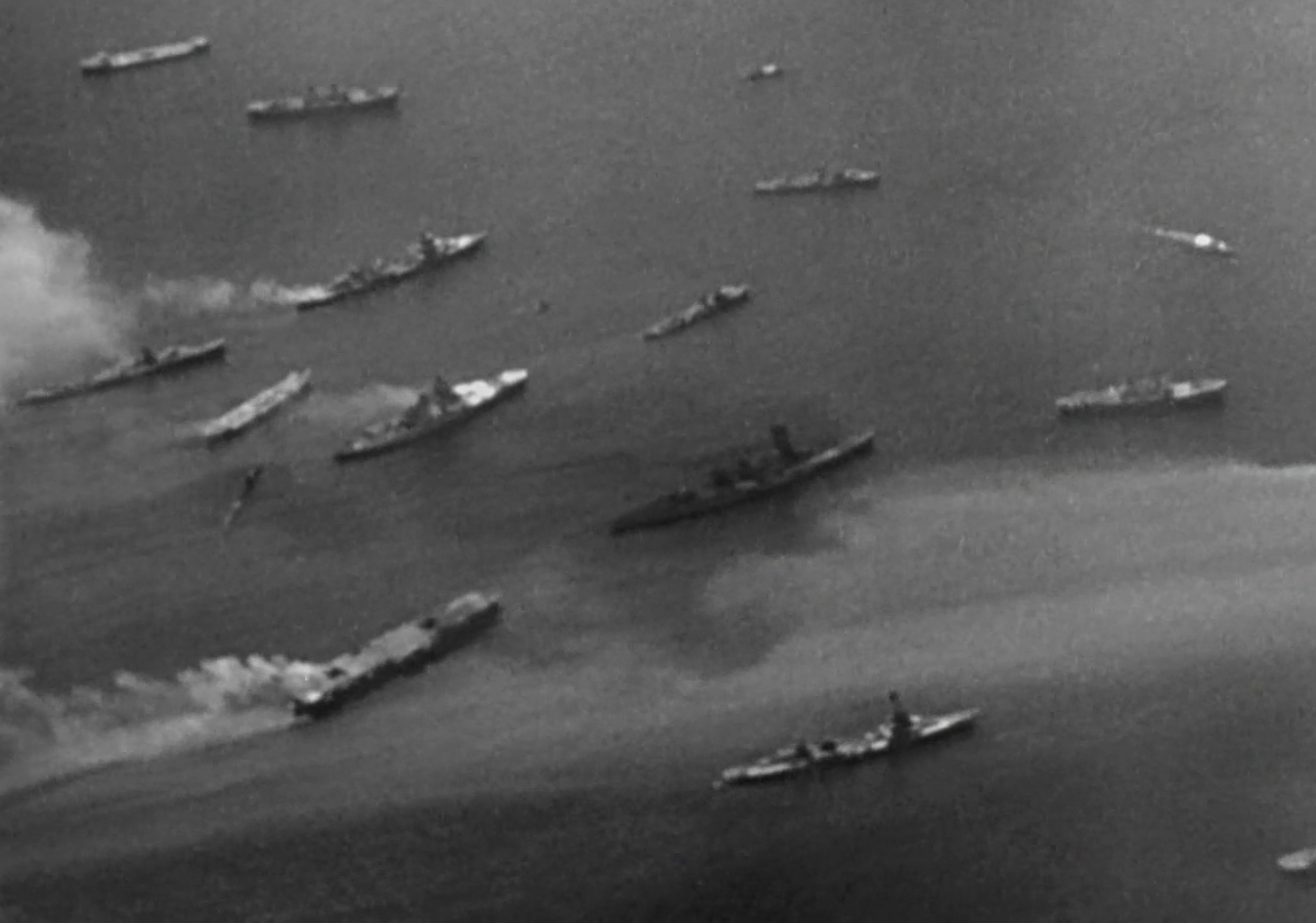
Después de la Operación Crossroads desde el aire, tenga en cuenta los extensos daños en curso de los incendios en los buques afectados.

El 3 de agosto, el coronel Warren concluyó que todo el esfuerzo era inútil y peligroso. Los marineros desprotegidos estaban removiendo material radiactivo y contaminando su piel, ropa y, presumiblemente, sus pulmones. Cuando regresaron a las viviendas de su barco de apoyo, contaminaron las duchas, las instalaciones de lavandería y todo lo que tocaron. Warren exigió el cese inmediato de toda la operación de limpieza. Estaba especialmente preocupado por el plutonio, que era indetectable en el lugar.
Warren también observó que los procedimientos de seguridad radiológica no se estaban siguiendo correctamente. Los barcos de bomberos se acercaron demasiado a los barcos objetivo que estaban limpiando y empaparon a sus tripulaciones con spray radiactivo. Un bote de bomberos tuvo que ser puesto fuera de servicio. Las placas de película mostraron 67 sobredosis entre el 6 y el 9 de agosto. Más de la mitad de los 320 contadores Geiger disponibles sufrieron un cortocircuito y dejaron de estar disponibles. Las tripulaciones de dos barcos objetivo, USS Wainwright y USS Carteret, amarrados lejos del lugar de la detonación, habían regresado a bordo y estaban sobreexpuestos. . Fueron evacuados de inmediato a los Estados Unidos.
El capitán LH Bibby, oficial al mando del acorazado  New York  aparentemente en buen estado, acusó a los monitores radsafe de Warren de mantener sus contadores Geiger demasiado cerca de la cubierta. Quería volver a abordar su barco y navegar a casa. Los recuentos de radiación en constante caída en los barcos objetivo daban la ilusión de que la limpieza estaba funcionando, pero Warren explicó que, aunque los productos de fisión estaban perdiendo parte de su potencia de rayos gamma a través de la desintegración radiactiva, los barcos aún estaban contaminados. Persistía el peligro de ingerir partículas microscópicas.

### Warren persuade a Blandy

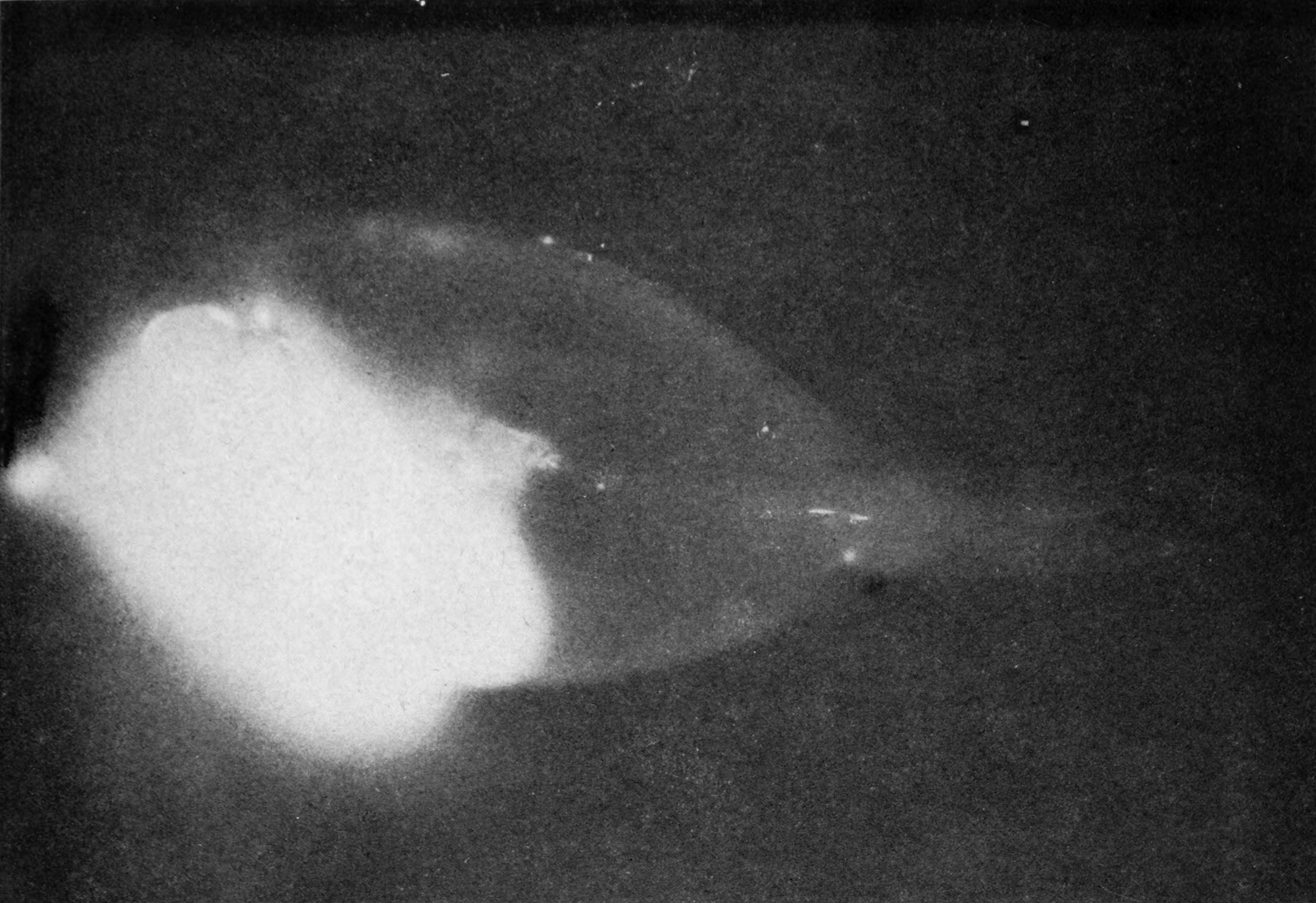
Un pez cirujano radioactivo hace su propia radiografía. La zona luminosa es una comida de algas frescas. El resto del cuerpo ha absorbido y distribuido suficiente plutonio para hacer que las escamas sean radiactivas. El pez estaba vivo y aparentemente sano cuando fue capturado.

Blandy ordenó a Warren que explicara su posición a 1.400 oficiales y marineros escépticos. Algunos lo encontraron persuasivo, pero fue el 9 de agosto cuando convenció a Blandy. Esa fue la fecha en la que Blandy se dio cuenta, por primera vez, de que los contadores Geiger no podían detectar el plutonio. Blandy estaba al tanto de los problemas de salud de los pintores con dial de radio que ingirieron cantidades microscópicas de radio en la década de 1920 y del hecho de que se suponía que el plutonio tenía un efecto biológico similar. Cuando se descubrió plutonio en las dependencias del capitán del "Prinz Eugen", sin estar acompañado de productos de fisión, Blandy se dio cuenta de que el plutonio podía estar en cualquier parte.
Al día siguiente, 10 de agosto, Warren le mostró a Blandy una autorradiografía de un pez, una imagen de rayos X obtenida por la radiación procedente de los peces. El contorno del pez se hizo mediante la radiación alfa de las escamas de pescado, evidencia de que el plutonio, que imita al calcio, se había distribuido por todo el pescado, hasta las escamas. Blandy anunció su decisión, "entonces ponemos fin a todo". Ordenó que se suspendieran todos los trabajos de descontaminación. Warren escribió a su casa: "Una radiografía de un pez  ... funcionó".
El fracaso de la descontaminación puso fin a los planes de equipar algunos de los barcos objetivo para el disparo Charlie de 1947 y llevar el resto a casa triunfante. El problema inmediato de las relaciones públicas fue evitar cualquier percepción de que toda la flota objetivo había sido destruida. El 6 de agosto, anticipándose a este hecho, Blandy le había dicho a su personal que los barcos hundidos o destruidos más de 30 días después del disparo del 'Baker' "no se considerarán hundidos por la bomba". Para entonces, el interés público en Operación Crossroads estaba menguando y los reporteros se habían ido a casa. El fracaso de la descontaminación no fue noticia hasta que salieron los informes finales un año después.

## Tercera prueba atómica:Charlie

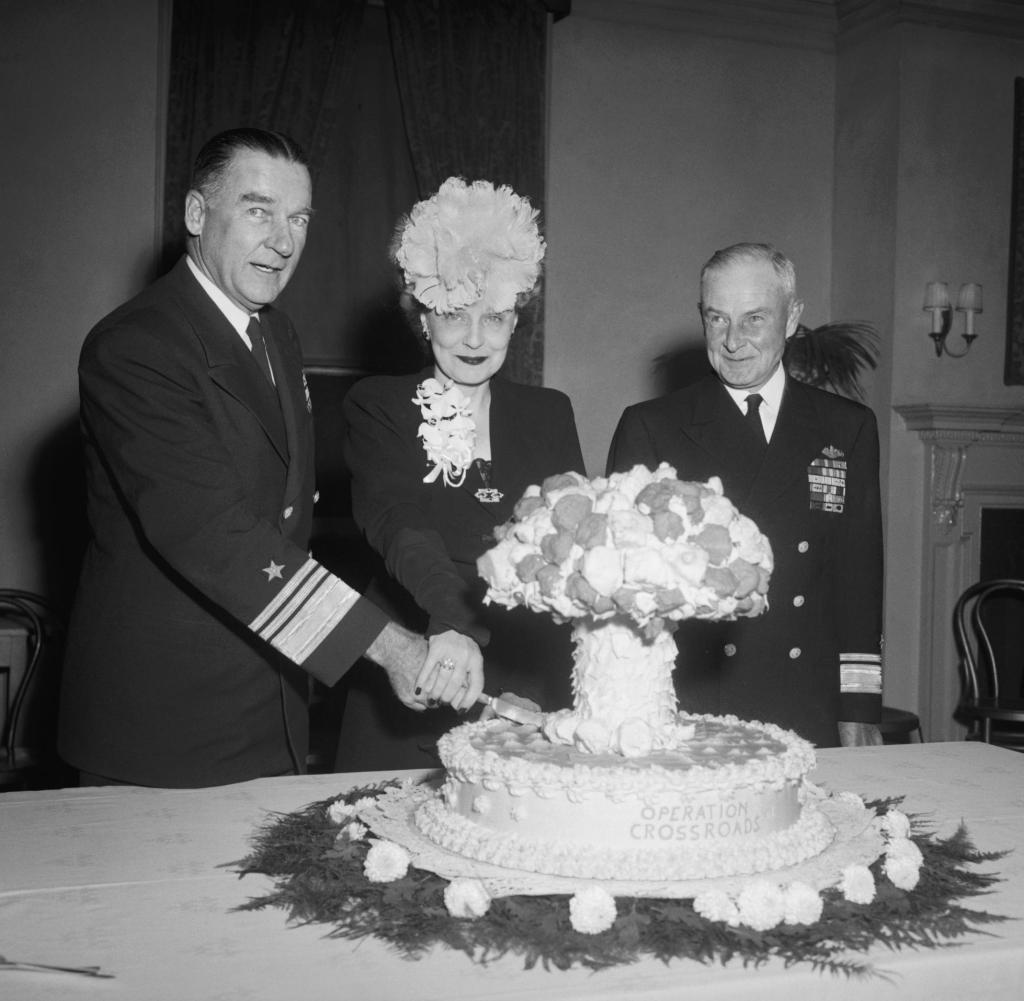
Blandy y su esposa cortan un pastel de Operación Crossroads con forma de géiser radioactivo de Baker, mientras el contralmirante Frank J. Lowry mira, 7 de noviembre de 1946.

El personal del programa de pruebas estableció originalmente la prueba "Charlie" para principios de 1947. Querían hacer estallar profundamente bajo la superficie a sotavento del atolón para probar el efecto de las armas nucleares como cargas de profundidad en barcos no amarrados. Los retrasos imprevistos en la descontaminación de los barcos objetivo después de la prueba Baker impidió que el personal de soporte técnico requerido ayudara con "Charlie" y también significó que no había barcos objetivo no contaminados disponibles para su uso en "Charlie". El personal del programa de armas navales decidió que la prueba era menos urgente dado que todo el arsenal estadounidense tenía solo un puñado de armas nucleares y canceló la prueba. La razón oficial dada para cancelar Charlie fue que el personal del programa consideró que era innecesario debido al éxito de las pruebas Able y Baker. Las pruebas de efectos del océano profundo que debía haber realizado "Charlie" se cumplieron nueve años más tarde con la Operación Wigwam.

## Seguimiento de la Operación Crossroads
Todos los barcos tienen fugas y requieren el funcionamiento regular de Bombas sumergibles para mantenerse a flote. Si sus bombas de achique no pudieran funcionar, los barcos objetivo eventualmente se hundirían. Sólo uno sufrió este destino: "Prinz Eugen", que se hundió en la laguna de Kwajalein el 22 de diciembre. El resto se mantuvo a flote el tiempo suficiente para ser hundido o desmantelado deliberadamente. Después de la decisión del 10 de agosto de detener el trabajo de descontaminación en Bikini, la flota objetivo sobreviviente fue remolcada al atolón Kwajalein, donde la munición real y el combustible podrían descargarse en agua no contaminada. La mudanza se llevó a cabo durante el resto de agosto y septiembre.
Ocho de los principales barcos y dos submarinos fueron remolcados de regreso a Estados Unidos y Hawái para su inspección radiológica. Doce barcos objetivo estaban tan levemente contaminados que sus tripulaciones los volvieron a tripular y navegaron de regreso a los Estados Unidos. En última instancia, solo nueve barcos objetivo pudieron ser desguazados en lugar de hundidos. Los barcos objetivo restantes fueron hundidos frente a los atolones Bikini o Kwajalein, o cerca de las islas hawaianas o la costa de California durante 1946-1948. ex - USS Independence fue retenido en Astillero Hunters Point hasta 1951 para probar métodos de descontaminación.: 6–24 
Los barcos de apoyo fueron descontaminados según fue necesario y recibieron una autorización radiológica antes de que pudieran regresar a la flota. Esto requirió mucha experimentación en los astilleros de la Armada en los Estados Unidos, principalmente en San Francisco en Hunters Point.: 6–15  El destructor USS Laffey requirió "pulido y pintura de todas las superficies bajo el agua, lavado con ácido y reemplazo parcial de tuberías de agua salada y evaporadores".
Finalmente, se llevó a cabo una nueva encuesta formal a mediados de 1947 para estudiar los efectos a largo plazo de las pruebas de Operation Crossroads. Según el informe oficial, los esfuerzos de descontaminación "revelaron de manera concluyente que la eliminación de la contaminación radiactiva del tipo que se encuentra en los buques objetivo en la prueba  Baker  no se puede lograr con éxito".
El 11 de agosto de 1947,   Life  resumió el informe en un artículo de 14 páginas con 33 imágenes. El artículo declaró: "Si todos los barcos en Bikini hubieran estado completamente tripulados, la bomba del Día Baker habría matado a 35,000 tripulantes. Si tal bomba hubiera sido arrojada debajo de la Batería de Nueva York con un fuerte viento del sur, 2 millones de personas morirían".
El problema de la contaminación no fue muy apreciado por el público en general hasta 1948, cuando "No Place to Hide", un libro superventas de David Bradley, fue serializado en el  Atlantic Monthly , condensado por el  Reader's Digest , y seleccionado por el Book of the Club del mes. En su prefacio, Bradley, un miembro clave de la Sección de Seguridad Radiológica en Bikini conocido como los "hombres Geiger", afirmó que "los relatos de las explosiones reales, por muy bien intencionadas que sean, estaban abundantemente condimentados con fantasía y superstición, y los resultados las pruebas han quedado enterradas en las bóvedas de seguridad militar”. Su descripción de la prueba "Baker" y sus secuelas llamaron la atención mundial sobre el problema de la lluvia radiactiva de las armas nucleares.

## Exposición del personal

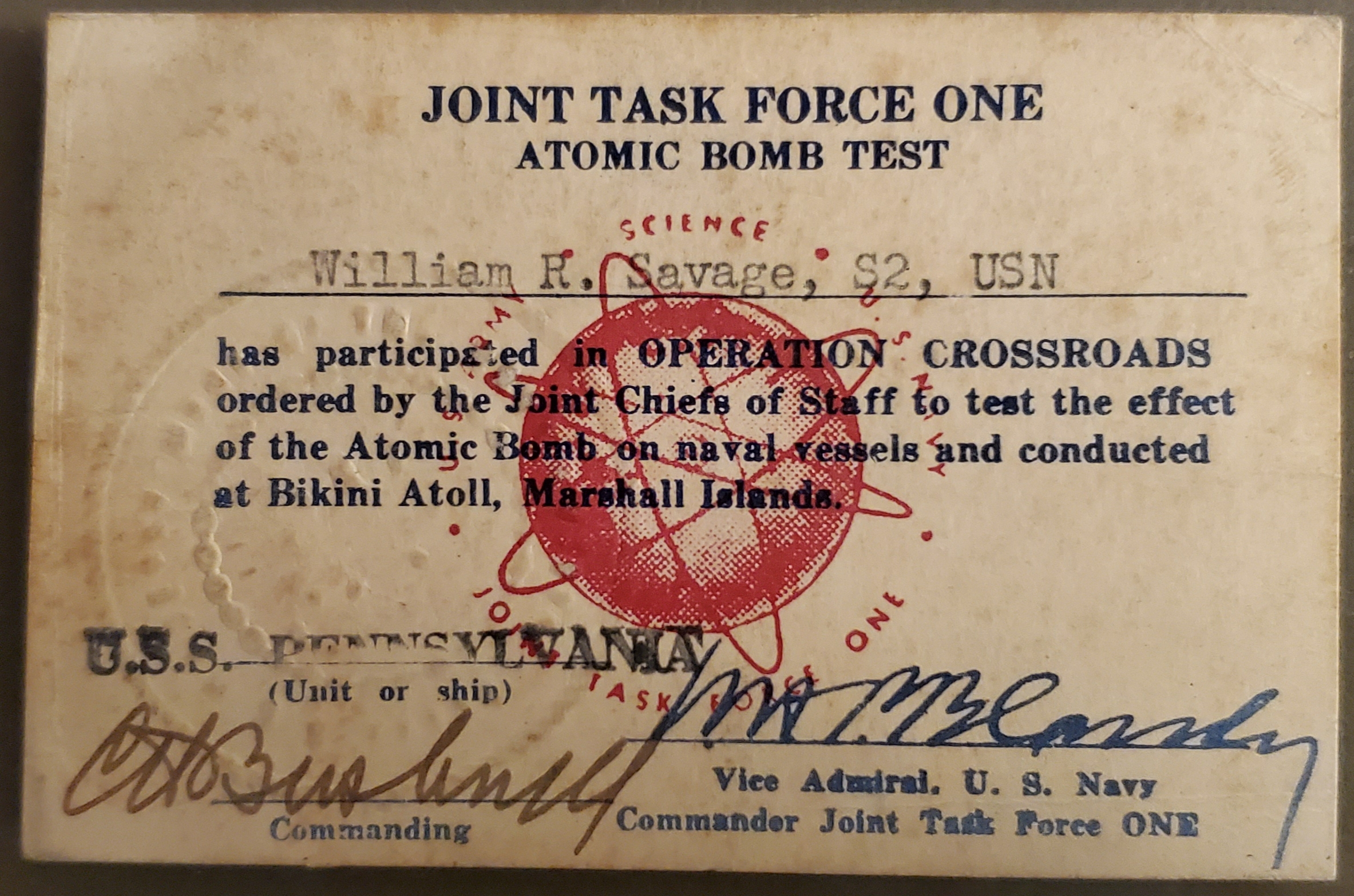
Tarjeta de identificación de Operación Crossroads.

Todas las operaciones de Operation Crossroads fueron diseñadas para evitar que el personal se exponga a más de 0.1  roentgen (R) por día. En ese momento, se consideró que era una cantidad de radiación que podía tolerarse durante largos períodos sin efectos nocivos para la salud. Dado que no se disponía de ropa especial ni protección contra la radiación, el plan de protección dependía de la gestión de quién iba a dónde, cuándo y durante cuánto tiempo.
Se predijeron áreas radiactivas "calientes" y luego se verificaron con contadores Geiger, a veces por control remoto, para ver si eran seguras. El nivel de radiación gamma medido determina cuánto tiempo el personal puede operar en ellos sin exceder la dosis diaria permitida. Los especialistas en seguridad radiológica tomaron lecturas instantáneas de rayos gamma, pero se emitieron dosímetros de placa de película, que se podían leer al final del día, para todo el personal que se creía que corría el mayor riesgo radiológico. Cualquier persona cuya insignia mostrara más de 0.1 R por día de exposición fue removida durante uno o más días de las áreas y actividades de posible exposición. La exposición máxima acumulada registrada fue de 3,72 R, recibida por un especialista en seguridad radiológica.

## Guerra fría
Como resultado de las pruebas, la Unión Soviética suspendió las relaciones con los aliados, iniciando la Guerra fría entre Oriente y Occidente y una acelerada carrera armamentística atómica. Ambos bloques serían luego representados por la OTAN y el Pacto de Varsovia respectivamente.

## Cáncer en los aborígenes
En 1968, aunque los índices de radiación ―debida al cesio radiactivo presente en toda la superficie del atolón― se encontraban 11 veces por encima del nivel normal de seguridad, el Gobierno de Estados Unidos ordenó la reinstalación de los nativos originales del atolón Bikini. Sin embargo, debido a la escalada de casos de cáncer, volvieron a mudarlos a otras islas.
En 1978, el Gobierno de Estados Unidos volvió a instalar a los nativos originales y a sus familias, y declaró al atolón Patrimonio de la Humanidad.
El Gobierno de Estados Unidos tuvo que pagar unos 1000 millones de dólares a unos 4000 descendientes de los nativos de las islas por conceptos de indemnización, debido a las enfermedades y al exilio forzado.
En 1997, la OIEA (Organismo Internacional de Energía Atómica) ―con sede en Viena (Austria)― recomendó volver a expulsar del atolón a los descendientes de los nativos originales debido a la presencia de cesio radioactivo en la capa vegetal cultivable de la isla.